# Seneca

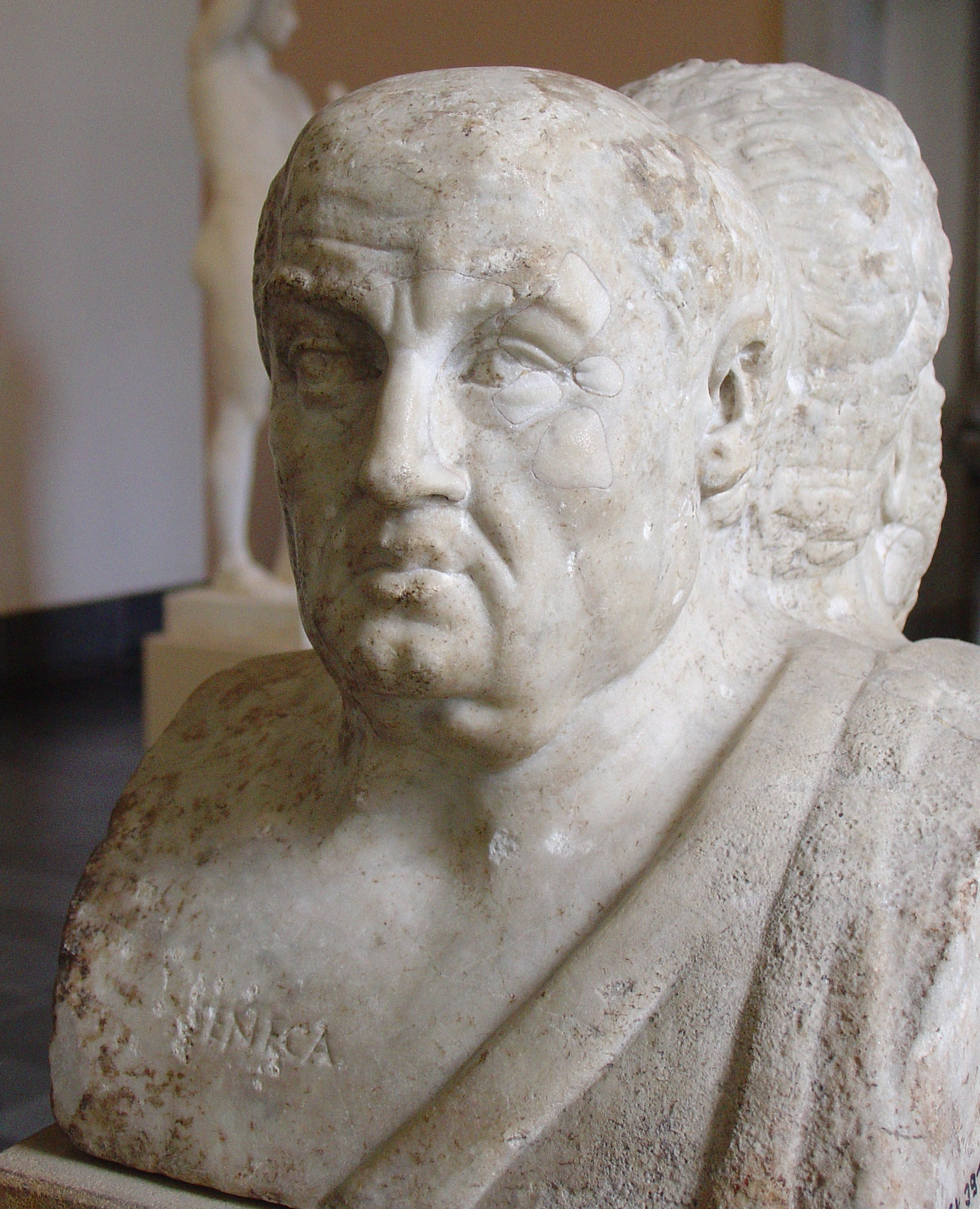
Seneca (Doppelherme in der Antikensammlung Berlin)

Lucius Annaeus Seneca, genannt Seneca der Jüngere (* etwa im Jahre 1 in Corduba; † 65 n. Chr. in der Nähe Roms), war ein römischer Philosoph, Dramatiker, Naturforscher, Politiker und als Stoiker einer der meistgelesenen Schriftsteller seiner Zeit. Seine Reden, die ihn bekannt gemacht hatten, sind verloren gegangen.
Wenngleich er in seinen philosophischen Schriften Verzicht und Zurückhaltung empfahl, gehörte Seneca zu den reichsten und mächtigsten Männern seiner Zeit. Vom Jahr 49 an war er der maßgebliche Erzieher bzw. Berater des späteren Kaisers Nero. Wohl um diesen auf seine künftigen Aufgaben vorzubereiten, verfasste er eine Denkschrift darüber, warum es weise sei, als Herrscher Milde walten zu lassen (De clementia). Im Jahre 55 bekleidete Seneca ein Suffektkonsulat. Sein Agieren als Politiker stand teils im schroffen Widerspruch zu den von ihm in seinen philosophischen Schriften vertretenen ethischen Grundsätzen, was ihm bereits bei Zeitgenossen Kritik eintrug, da er als raffgieriger Opportunist galt.
Senecas Bemühen, Nero in seinem Sinne zu beeinflussen, war kein dauerhafter Erfolg beschieden. Zuletzt beschuldigte ihn der Kaiser der Beteiligung an der Pisonischen Verschwörung und befahl ihm die Selbsttötung. Diesem Befehl kam Seneca notgedrungen nach.

## Leben und Werk
Ausdrückliche Bezüge Senecas auf die eigene Biographie sind in seinen Werken äußerst selten, obwohl er von der Bedeutung seiner schriftlichen Hinterlassenschaft für die Nachwelt überzeugt war.

„Was Epikur seinem Freunde versprechen konnte, das verspreche ich dir, Lucilius: ich werde Kredit bei der Nachwelt haben, ich kann Namen mitnehmen, auf dass sie mit mir überdauern.“

Senecas autobiographisches Schweigen hat erhebliche Probleme vor allem bezüglich der Datierung seiner Werke zur Folge, sodass insbesondere für die Abfolge seiner Tragödiendichtung kaum Anhaltspunkte gegeben sind. Dennoch legen die neueren einschlägigen Seneca-Biographien eine mehr oder minder enge Verbindung seiner Schriften mit seiner jeweiligen Lebenssituation nahe. Sein Philosophieren bestand nicht in der Schaffung eines neuen gedanklichen Systems, sondern wesentlich in der Anwendung der stoischen Lehre „nach Maßgabe der jeweiligen besonderen Lebenslage und Lebensnotwendigkeit“. In seinen Werken, auch in den Spätschriften, betonte er seine Verwurzelung in der stoischen Philosophie. Dabei lehnte er dogmatische Festlegungen ab.
Senecas wechselvoller Lebenslauf hat ihm mehrfach abverlangt, sich auf Schicksalswenden einzustellen; und er konnte sie in stoischer Manier gutheißen:

„Menschen von Wert arbeiten hart, bringen Opfer und werden zum Opfer, und zwar aus eigenem Willen; sie werden nicht vom Schicksal geleitet, sondern sie folgen ihm und halten gleichen Schritt; hätten sie es gekannt, wären sie ihm vorausgegangen.“

Die Vielfalt der Erfahrungen im politischen Leben und die unterschiedlichen Rollen, die er dabei übernahm, sind in Senecas philosophischen Schriften verarbeitet. Aus ihnen resultieren – und dies war Seneca durchaus bewusst – je nach besonderer persönlicher und politischer Lage unterschiedliche Optionen sittlich verantwortbaren Handelns.

„Je nach der Lage des Staates und den Fügungen des Schicksals werden wir vorankommen oder auf der Strecke bleiben, jedenfalls werden wir tätig sein und nicht der Furcht unterliegen und dadurch in Reglosigkeit verfallen. […] Wenn du aber in eine weniger günstige Lage des Staates gerätst, musst du dich mehr ins Privatleben zurückziehen und dich mit der Wissenschaft beschäftigen, wie auf gefahrvoller Seefahrt sofort einen Hafen anlaufen, nicht auf deine Entlassung warten, sondern von selbst zurücktreten.“

Die Annahme, dass Senecas Leben und Werk eine Einheit bildeten, dass sich also Seneca als Politiker und Geschäftsmann nach seinen eigenen philosophischen Lehren richtete, wird seit längerem in der Forschung angezweifelt. So urteilte u. a. der Altphilologe Ulrich von Wilamowitz-Moellendorff 1931 angesichts der tiefen Verstrickung des Philosophen in das Regime Neros: „Solange er am höfischen und politischen Leben teilnahm, hatte er auch die Moral, nicht nur die stoische, an den Nagel gehängt oder doch nur mit den Lippen bekannt, und auf dem Totenbett posiert er, wie er es in seinen Schriften immer getan hat.“
Tacitus bezeugt, dass Seneca bereits von seinen Zeitgenossen wegen des Widerspruchs zwischen seinen Lehren und seinem Handeln attackiert wurde. So warf ihm der Senator Publius Suillius Rufus öffentlich vor, seine Machtposition am Hof auszunutzen, um verbrecherisch zu Reichtum zu gelangen:

„Welcher Weisheit, welchen philosophischen Lehren habe er (gemeint: Seneca) es zu verdanken, dass er innerhalb von vier Jahren kaiserlicher Freundschaft dreihundert Millionen Sesterzen erworben habe? In Rom erbeute er Testamente kinderloser Personen wie bei einer Treibjagd, Italien und die Provinzen würden durch ungeheuren Wucher ausgesaugt!“

Andere Forscher vertreten allerdings eine Gegenposition und verteidigen die Einheit von Leben und Lehre Senecas. Die Altertumswissenschaftlerin Hildegard Cancik-Lindemaier vertrat 1967 die These, Seneca habe gerade als Philosoph weniger durch seine Dialoge und Traktate wirken wollen als durch die in ihnen dargestellten positiven und negativen Seiten der eigenen Person: „Das Selbstzeugnis als Exemplum gehört in die Mitte des senecanischen Philosophierens; in ihm wird die Einheit von Leben und Lehre unmittelbar bezeugt.“ Der Latinist Niklas Holzberg erklärte 2016 die Existenz der bösartigen Apocolocyntosis, die schlecht mit der stoischen Ethik Senecas vereinbar sei, damit, dass es sich um eine spätere Fälschung handle.

### Ungewisse Anfänge
Senecas Geburtsjahr ist nicht überliefert und auch nicht sicher bestimmbar. Neuere Rekonstruktionsversuche sprechen für das Jahr 1, doch wird auch weiterhin das Jahr 1. v. Chr. genannt. Im spanischen Corduba geboren, gelangte er noch als Kleinkind in der Obhut seiner Tante nach Rom; anscheinend wollte sein Vater Seneca der Ältere als eques seinen Sohn schon von klein auf im Herzen der Weltmacht heranwachsen sehen und den feinen römischen Zungenschlag annehmen lassen. Mit seiner Frau Helvia hatte er noch zwei weitere Söhne. Senecas älterer Bruder Novatus wurde unter seinem Adoptivnamen Gallio 51/52 n. Chr. Prokonsul in der Provinz Achaia und wies u. a. eine Klage der Juden gegen den Apostel Paulus ab; später übernahm er das Amt eines Konsuls. Seneca widmete ihm zwei seiner Schriften: De ira (Über den Zorn) und De vita beata (Vom glücklichen Leben). Sein jüngerer Bruder Mela übernahm die Verwaltung des Familienbesitzes in Corduba.
Seneca der Ältere betrieb intensiv rhetorische Studien und verfasste darüber ein Werk, in dem er sich sehr kritisch zur gekünstelten zeitgenössischen Rhetorik äußerte. Auf diesem Felde war der gleichnamige Sohn also frühzeitig orientiert. In Verbindung damit dürfte er einen vorzüglichen rechtskundlichen Unterricht erhalten haben, der ihn auf eine anwaltliche Tätigkeit vorbereitete, für die es unerlässlich war, das rhetorische Instrumentarium zu beherrschen.
Die rhetorischen Stilübungen waren ihm allerdings weit weniger wichtig als die philosophischen Grundsätze, die ihm seine Lehrer Sotion und Attalos vermittelten. Sotion, der neben stoischen auch pythagoreische Lehren vertrat, beeinflusste Seneca stark und nachhaltig. Er veranlasste ihn zeitweise dazu, gemäß der pythagoreischen Tradition nur fleischfreie Kost zu sich zu nehmen. Die empfohlene harte Matratze für seine Bettstatt behielt Seneca bis ins Alter bei. Vor der Nachtruhe nahm er, wie er es bei Sotion gelernt hatte, täglich eine Rekapitulation des Tages als Selbstprüfung und Gewissensforschung vor:

„Wenn das Licht aus meinem Blick entfernt ist und meine Gattin schweigt, da sie meine Gewohnheit kennt, überprüfe ich meinen ganzen Tag und gehe meine Taten und Worte erneut durch; dabei verberge ich nichts vor mir selbst und übergehe nichts.“

Gesundheitlich war Seneca von Kindesbeinen an und während seines ganzen Lebens durch Asthma-Anfälle und chronische Bronchitis stark eingeschränkt. Atemnöte und Fieberschübe setzten ihm in jungen Jahren derartig zu, dass er davor stand, sich das Leben zu nehmen. Eine gewisse Stabilisierung trat erst ein, als er im Alter von etwa 30 Jahren das ihm bekömmlichere Klima im ägyptischen Alexandria aufsuchte, wo er bei seiner Tante unterkam, die mit dem römischen Präfekten von Ägypten verheiratet war. Sie setzte sich für ihn ein, als er nach seiner Rückkehr nach Rom, wo er sich als Anwalt bei den Gerichten bereits einen Namen gemacht hatte, erfolgreich um die Quästur als Einstieg in die römische Ämterlaufbahn bewarb.
In diese Zeit fielen auch die ersten seiner überlieferten philosophischen Schriften in Briefform. In der Trostschrift an Marcia, die Tochter des Historikers Cremutius Cordus, deren Kind verstorben war, betrachtete er die Entwicklung ihrer Trauer und gab Anregungen, ihr über den Verlust des Sohnes hinwegzuhelfen.

„Auch jetzt noch bleibt dir, Marcia, maßlose Traurigkeit, die schon verhärtet zu sein scheint; in deiner Trauer bist du nicht mehr so aufgeregt wie anfangs, sondern vielmehr hartnäckig und verstockt; auch davon wird dich die Zeit allmählich befreien. So oft du dich anderweitig beschäftigst, wirst du Entspannung finden.“

Noch akzentuierter griff er klassisches stoisches Gedankengut in seinem dreiteiligen Werk De ira auf. Diese Arbeit stammt aus den vierziger Jahren und ist seinem Bruder gewidmet. Das Problem der Affektkontrolle wird hier auf vielfältige Weise lebenspraktisch, historisch-exemplarisch und politisch abgehandelt.

„Lieber Novatus, du hast mich genötigt darüber zu schreiben, wie der Zorn beschwichtigt werden kann, und es scheint mir, dass du aus berechtigtem Grund besonders diese Leidenschaft fürchtest, da sie unter allen die scheußlichste und verheerendste ist. Denn alle anderen verbinden sich noch mit einem gewissen Maß an Ruhe und Gelassenheit; diese hingegen geht ganz und gar auf in Aufregung und heftigem Verlangen, sie rast und sehnt sich ganz unmenschlich nach Verwundungen durch Waffen und dem Blutbad der Hinrichtungen … Es ist das Beste, die erste Regung des Zornes sogleich zu ignorieren und sich gegen die Anfänge zu wehren. […] Denn wenn der Zorn begonnen hat, uns vom rechten Weg abzubringen, so ist die Rückkehr zur seelischen Gesundheit schwierig, weil die Vernunft nichts mehr ausrichten kann, sobald die Leidenschaft einmal eingezogen und ihr durch unseren Willen ein gewisses Recht gewährt worden ist. Sie wird von nun an alles tun, was sie will, nicht nur das, was man ihr gestattet.“

Da es sich nach Seneca beim Zorn um eine beherrschbare Regung handelt, hielt er entsprechendes erzieherisches Einwirken für nötig. Dabei kam es ihm besonders auf die genaue Beobachtung der individuellen Entwicklung an, weil z. B. mit dem Mittel des Lobes einerseits das Selbstbewusstsein des Schützlings gestärkt, andererseits aber Überheblichkeit und Jähzorn gefördert werden könnten. Mal müsse eben gebremst, mal angefeuert werden. Sein die Menschenwürde achtender pädagogischer Ansatz zeigt sich, wenn er fortfährt:

„Man soll dem Schützling nichts Erniedrigendes oder Sklavisches zumuten. Er soll niemals dazu gebracht werden, demütig um etwas zu bitten, und er soll auch keinen Nutzen daraus haben, sondern er soll nur um seiner selbst willen, aufgrund bisheriger Leistungen und für die Zukunft vielversprechender Anlagen, belohnt werden.“

### Trostschriften aus der korsischen Verbannung
Hineingeboren in die Ära des Augustus, eben Jugendlicher bei Herrschaftsantritt des Tiberius, arrivierter Anwalt und Senatsmitglied, als Caligula Princeps wurde: So lassen sich Senecas vier erste Lebensjahrzehnte mit der Geschichte des frühen Prinzipats in Beziehung setzen. Ausschlaggebend für seinen weiteren Lebenslauf wurde das julisch-claudische Herrscherhaus allerdings erst im Jahre 41, als Seneca nach der Beseitigung des despotischen Caligula von dessen Nachfolger Claudius in die Verbannung nach Korsika geschickt wurde.
Dies geschah auf Betreiben Messalinas, mit der Claudius in dritter Ehe verheiratet war und die Julia Livilla als potentielle Rivalin ausschalten wollte. Deshalb denunzierte sie diese wegen angeblichen Ehebruchs mit Seneca. Nur der Fürsprache Kaiser Claudius’ im Senat war es zu verdanken, dass Seneca statt zum Tode zur Verbannung nach Korsika verurteilt wurde. Weil dies in Form einer Relegatio (nicht der Deportatio) geschah, blieben ihm Eigentum und staatsbürgerliche Rechte erhalten.
Acht Jahre währte die Verbannung auf Korsika insgesamt. Erhalten sind aus dieser Zeit vor allem zwei Trostschriften, in denen Seneca einerseits stoischen Schicksalsgehorsam, andererseits aber auch den dringenden Wunsch nach Beendigung des Exils zum Ausdruck brachte. Er zeigte sich, indem er Trost spendete, zugleich als Trost Suchender in auf die Dauer quälender Abgeschiedenheit.
In dem Trostschreiben an seine Mutter Helvia, die von seiner Verbannung hart getroffen worden war, versicherte Seneca, er sei nicht unglücklich auf Korsika und könne es auch gar nicht werden. Warum sollte er nicht mit einem Ortswechsel seinen Frieden machen können, wo doch von den Himmelsgestirnen bis zu den Menschenvölkern so vieles ständig in Bewegung sei. Im Schlussabschnitt schrieb er:

„Lass dir sagen, wie du dir mich vorstellen sollst: ich bin fröhlich und lebhaft, als sei alles zum Besten. Es ist ja auch alles zum Besten, da mein Verstand von jeder mühevollen Beschäftigung entlastet ist, für eigene Arbeiten Zeit hat und sich manchmal an leichteren Studien erfreut, manchmal zur philosophischen Betrachtung seines eigenen Wesens und der Beschaffenheit der Welt sich erhebt.“

Eine deutlich weniger optimistische Beschreibung seiner Lage enthält dagegen die Trostschrift für den Freigelassenen Polybius, der bei Hofe das Referat für Bittschriften leitete (a libellis) und dem er sich wohl vor allem mit dem Ziel andiente, er möge bei Kaiser Claudius die Lösung seiner Verbannung erwirken. Dieses Schreiben schloss Seneca, nachdem er seine eigene kraftlose und abgestumpfte geistige Verfassung beklagt hatte, entschuldigend mit den Worten:

„Wenn Du meinst, dass diese Ausführungen deinem geistigen Niveau nicht ausreichend entsprechen oder deinen Schmerz nur unzureichend lindern, dann bedenke, dass derjenige, den eigenes Unglück überwältigt hat, nicht die Gedanken frei haben kann, um jemand anderes zu trösten, und dass lateinische Worte nicht leicht einem unglücklichen Menschen zufallen, den niveauloses und selbst relativ gebildeten Nichtrömern schwer aufstoßendes Barbarengebrabbel umgibt.“

Der mühsam verbrämte Eigennutz dieser obendrein erfolglosen Trostschrift und das am Ende hervorbrechende Selbstmitleid haben Seneca mancherlei Spott und Kritik eingetragen. Manfred Fuhrmann stellte 1997 dazu fest: „Die Nachwelt hat Seneca diesen Kotau, das Erzeugnis einer Depression, ziemlich übel genommen. Sein Tun habe aufs schärfste seinen philosophischen Lehren widersprochen, schreibt Cassius Dio …“. Ludwig Friedländer attestierte Seneca 1900 eine Überhäufung des Polybios mit unwürdigen Schmeicheleien und wies darauf hin, dass Seneca später aus Scham erfolglos die Vernichtung dieser Schrift betrieben haben soll.

### Erzieher des Thronfolgers
Das Ende der Verbannung kam für Seneca schließlich ohne eigenes Zutun, als Kaiserin Messalina, die Initiatorin des Verfahrens gegen Julia Livilla und Seneca, ihr sexuell und machtpolitisch motiviertes Spiel überzog und eine Abwesenheit des Claudius von Rom dazu nutzte, den designierten Konsul Gaius Silius zu ehelichen, was beide bald danach das Leben kostete. Nun sah Agrippina die Jüngere, die neben Julia Livilla vormals ebenfalls verbannte Nichte des Claudius, gute Chancen, ihrem Sohn Lucius aus erster Ehe, dem späteren Nero, Thronchancen zu verschaffen, indem sie Kaiser Claudius ehelichte. Als Erziehungsbeistand ihres Sohnes aber hatte sie Seneca ausersehen.
Diesem Ruf konnte Seneca, den es zunächst nach Athen gezogen haben soll, sich schwerlich versagen. Der machtpolitischen Dynamik im Kaiserhaus entsprechend, konnte Gunst schnell und massiv in Ungunst umschlagen. Im Jahre 50 bekleidete Seneca – zweifellos mit maßgeblicher Unterstützung des Kaiserhauses – die Prätur. Sobald Agrippina Kaiserin geworden war, veranlasste sie Claudius, der mit Britannicus schon einen von Messalina geborenen Thronfolger hatte, ihren Sohn unter dem Namen Nero Claudius Caesar zu adoptieren. Nero konnte als der um drei Jahre Ältere von beiden nun die erste Anwartschaft beanspruchen. Zwar gab es keine verbindlichen Regelungen in der Nachfolgefrage, doch war in der Vergangenheit die Adoption gewohnheitsmäßig zum Mittel der dynastischen Legitimation in der Nachfolge des Prinzipats geworden. Dies war die Konstellation, in der Seneca an Neros Seite trat.
Nach acht Jahren Exil wieder in Rom zu sein, war für Seneca zweifellos ein scharfer und tief erlebter Kontrast. In diese Zeit fiel seine Schrift „Von der Kürze des Lebens“, in der Seneca die zeitgenössischen städtischen Lebensformen einer exemplarischen Kritik unterzog:

„Den einen hält unersättliche Habsucht gefangen, ein anderer verausgabt seine Geschäftigkeit in überflüssigen Anstrengungen, der eine ist vom Wein trunken, der andere verkümmert durch Faulheit; […] viele sind der Schönheit einer anderen Person oder der Besorgnis um die eigene verfallen; sehr viele, die kein bestimmtes Ziel verfolgen, hat die haltlose, unbeständige und sich selbst missfallende Liederlichkeit zu ständig wechselnden Vorhaben aufgejagt; manche treffen überhaupt keine Entscheidung, wohin sie ihre Lebensbahn richten sollen, sondern ihr Schicksal ereilt sie, während sie schlaff sind und gähnen […]“

Sein spezielles Augenmerk hatte der widersprüchliche Umgang der Menschen mit Besitz und Eigentum einerseits und mit ihrer begrenzten Lebenszeit andererseits:

„Man findet niemanden, der sein Geld teilen will, doch mit wie vielen teilt ein jeder sein Leben! Sie sind davon gefesselt, ihr Erbe zusammenzuhalten, sobald es aber um die Verschwendung ihrer Zeit geht, sind sie höchst freigebig mit dem, worin allein doch der Geiz ehrenhaft ist.“

Raubbau an der gegebenen Lebensspanne treibe auch, wer lohnende Vorhaben in ein Alter verschiebe, von dem er gar nicht wissen könne, ob er es überhaupt erreichen werde. Zu leben verstehe hingegen, wer die alltägliche Betriebsamkeit hinter sich lasse und sich der Philosophie zuwende. Damit erschließe sich dem Menschen eine reiche Vergangenheit. Seneca plädiert hier für das Studium unterschiedlicher philosophischer Wege:

„Man kann mit Sokrates diskutieren, mit Karneades zweifeln, mit Epikur zurückgezogen leben, das Wesen des Menschen mit den Stoikern überwinden, mit den Kynikern hinter sich lassen.“

Es liegt nahe, dass Seneca seine philosophischen Leitvorstellungen auch dem heranwachsenden Nero vermittelt hat, der gemäß Agrippinas Ambitionen aber hauptsächlich auf seine Rolle als künftiger Kaiser vorbereitet werden sollte. Nero selbst neigte eher den schönen Künsten zu, hatte darin auch einiges Talent und einen starken Hang zur Selbstinszenierung. Wenn Seneca möglicherweise zu dieser Zeit begann, Tragödien zu schreiben, könnte er damit seinen Einfluss auf den Thronanwärter, der ihm in der Dichtkunst nacheiferte, noch verstärkt haben.
In allen seinen Tragödien griff Seneca den klassischen Stoff der griechischen Mythen im Anschluss an Aischylos, Sophokles und Euripides auf. Sie waren dazu geeignet, seine philosophischen Überzeugungen teils drastisch-grauenvoll ausgemalt, teils spielerisch-unaufdringlich an den Zögling weiterzugeben. Ein Beispiel aus dem Thyestes:

„Welche Raserei treibt euch (Könige) an, / abwechselnd euer Blut hinzugeben / und durch Verbrechen das Szepter zu erstreben? / […] König ist, wer Ängste abgelegt hat / und die Übel eines schlimmen Herzens, / den nicht zügelloser Ehrgeiz / und die nie beständige Gunst / der unbedachten Menge bewegt / […] König ist, wer nichts fürchtet, / König ist, wer nichts begehrt. / Dies Königreich gibt jeder sich selbst.“

Etwa fünf Jahre war Seneca als Erzieher des Prinzen tätig, bis Claudius im Jahr 54 starb – angeblich von seiner Frau vergiftet, die damit Nero zum Kaiser machen und selbst noch mehr Macht erhalten wollte.

### Mitgestalter von Neros Herrschaftsbeginn
Einer von Neros Nachfolgern, der von 98 bis 117 regierende Kaiser Trajan, soll die ersten Regierungsjahre Neros von 54 bis 59 als das glückliche Jahrfünft (Quinquennium) des Römischen Reiches bezeichnet haben. Als erst Sechzehnjähriger gelangte Nero im Herbst 54 zur Herrschaft; und das positive Urteil über die ersten Jahre seines Prinzipats ist vor allem den beiden vorzüglich harmonierenden politischen Vordenkern und Begleitern Neros, dem Gardepräfekten Sextus Afranius Burrus und dem von Nero auch als Gegengewicht gegen die eigene Mutter weiterhin hoch geschätzten und mit umfänglichen Schenkungen bedachten Seneca geschuldet. Über Senecas Einflussnahme auf politische Entscheidungen im Einzelnen schweigen die Quellen. Weder zu seinem kurzen Konsulat 55 noch zu seinem Verhalten im Senat ist Konkretes bekannt.
Zu Neros ersten Amtshandlungen gehörte die Leichenrede auf den Adoptivvater Claudius, die Seneca für ihn vorbereitet hatte und die Nero in würdiger Manier vortrug. Als aber an einer Stelle von Claudius’ vorausschauenden Fähigkeiten und von seiner Weisheit die Rede war, verbreitete sich anlasswidrig allgemeine Heiterkeit, denn Claudius galt bei den Senatoren als beschränkt.

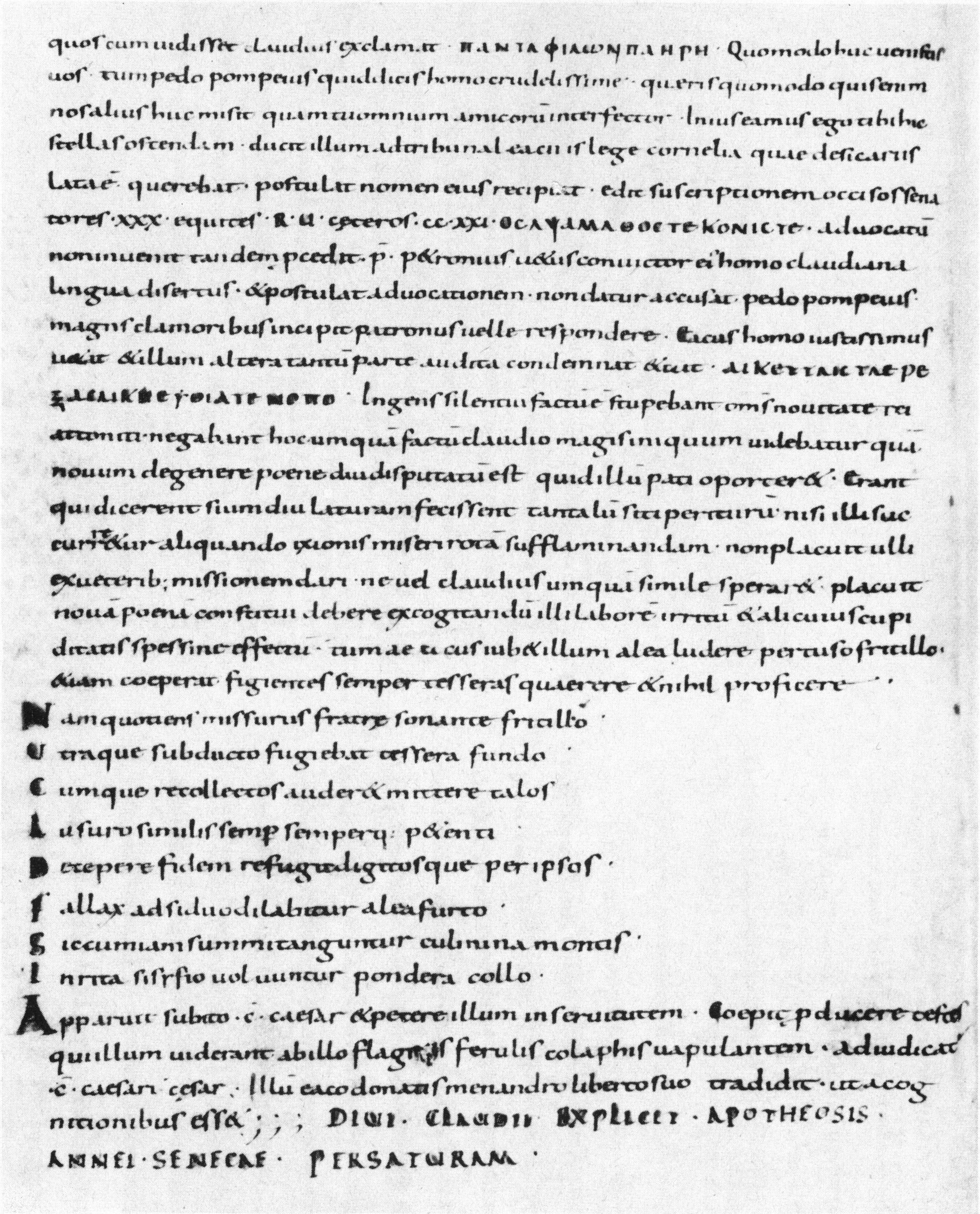
Senecas Apocolocyntosis in der Handschrift St. Gallen, Stiftsbibliothek, 569, Seite 251 (9. Jahrhundert)

Seneca verfasste noch im selben Jahr den Ludus de morte Claudii Neronis, das „Spiel über den Tod von Claudius Nero“, das mit einem von Cassius Dio überlieferten Titel zumeist als „Apocolocyntosis“ („Verkürbissung“ im Sinne von Veräppelung, eine Anspielung auf die „Apotheosis“ oder „Vergottung“ der Kaiser) zitiert wird. Es ist die einzige menippeische, das heißt teils in Prosa, teils Hexametern verfasste Satire, die von Seneca überliefert ist. Er macht sich ausgiebig über die angeblichen geistigen, moralischen und körperlichen Unzulänglichkeiten des verstorbenen Kaisers lustig. So legt er dem sterbenden Claudius als letzte Worte in den Mund: „Vae me, puto, concacavi me!“ (auf Deutsch etwa: „O je, ich fürchte, ich habe mich beschissen“) und schildert dann seinen Weg durch das Jenseits, wo Kaiser Claudius, statt als Gott verehrt zu werden, schließlich als Sklave eines Freigelassenen als Gerichtsdiener zu arbeiten hatte. Gregor Maurach mutmaßte, Seneca habe sich später für diese zornige Polemik geschämt, die dem eigenen Ideal philosophischer Gelassenheit so offenkundig widersprach, und habe versucht, ihre weitere Verbreitung zu verhindern.
Ganz auf der Linie seiner philosophischen Werke lag dagegen Senecas programmatische Mahnschrift Ad Neronem Caesarem de clementia („An Kaiser Nero über die Milde“), mit der er seinen Schüler zu Beginn von dessen Prinzipat zu Milde gegenüber den ihm untergebenen Mitbürgern und zu einer verantwortungsvollen Amtsführung anhalten wollte. Nach Marion Giebels Auffassung legte Seneca mit dieser primär für die Öffentlichkeit bestimmten Schrift das „längst nötige Fundament für die traditionslose römische Monarchie“. Er bezog sich dabei auf das Wort des Zenon-Schülers und makedonischen Königs Antigonos II. Gonatas, dem zufolge die Herrschaft für den König „eine ehren- und ruhmvolle Knechtschaft“ sei.
Die Rolle eines milden Kaisers hat Nero wohl zeitweise angenommen und die Würde des Senats wieder stärker hervorgekehrt; in irgendeiner dienenden Funktion hat er sich allerdings wohl kaum gesehen. Bei Manfred Fuhrmann heißt es dazu: „Die Monarchie ist unkontrollierbar, die hieraus sich ergebenden Defizite können allein durch den Menschen selbst ausgeglichen werden: Diese wohldurchdachte Doktrin Senecas vermochte nur jemanden zu beeindrucken, der zur Selbstreflexion fähig und von der Erfahrung der eigenen, eingeschränkten Subjektivität durchdrungen war.“
Bei der Absicherung seiner Macht verließ sich Nero nicht auf die ihm gegenüber beschworene Milde. Schon im Jahre 55 traten zwischen Agrippina, die ihren Willen mitzuherrschen auch bei offiziellen Anlässen zu erkennen gab, und Nero Spannungen auf, die auch Seneca nur notdürftig zu überspielen vermochte. Als die Mutter dem Sohn mit den nicht erledigten Thronansprüchen seines Stiefbruders Britannicus drohte, arrangierte Nero laut Quellenzeugnissen dessen Vergiftung bei einem Essen in Anwesenheit Agrippinas und ließ dazu verbreiten, Britannicus sei an einem epileptischen Anfall gestorben.

### Schattenseiten der Machtteilhabe
Seneca hatte an dem Essen, das für Britannicus tödlich endete, nicht teilgenommen. Wie er auf den Mord reagierte, ist nicht überliefert. Ausrichten konnte er ohnehin wenig, wenn er seinen Einfluss auf Nero nicht verlieren wollte.
Ob und ab wann Seneca den Platz an Neros Seite möglicherweise als problematisch empfunden hat, bleibt offen. Zwar schreibt er in einem der Briefe an Lucilius, er habe den rechten Weg erst spät erkannt, doch führte er andererseits – wie fast immer ohne expliziten Bezug zum eigenen Tun – philosophische Gründe für sein anhaltendes Mitwirken im Zentrum der römischen Macht an. Mit dem Beispiel des Sokrates, der unter der Gewaltherrschaft der Dreißig in Athen 404/403 v. Chr., seinen Mitbürgern ein unangepasst-freies Auftreten vorgelebt habe, unterlegte Seneca die These, dass ein Weiser sich gerade in einer für das Gemeinwesen schwierigen Lage verdient machen könne und dass es den Umständen entsprechend abzuwägen gelte, wann politisches Engagement chancenreich und wann aussichtslos sei.
Schon innerhalb des später äußerst positiv gewürdigten Quinquenniums erschwerte Neros Impulsivität und sein Hang zu Ausschweifungen Seneca und Burrus das Geschäft, zumal Poppaea Sabina, ab 59 Mätresse und ab 62 Ehefrau des Kaisers, immer mehr Einfluss über ihn gewann. Seneca harrte dennoch, vielleicht um Schlimmeres zu verhüten, auf seinem Posten am Hofe aus. Nach Ansicht anderer Forscher wie Ulrich Gotter, die den Philosophen nicht in Schutz nehmen wollen und seine philosophische Selbstdarstellung für Fassade halten, ging es Seneca dabei allerdings vor allem um seine eigene Machtstellung:

„Lässt man einmal die philosophischen Abhandlungen des Mannes beiseite, über deren Originalität man übrigens sehr geteilter Meinung sein kann, ergibt sich das Bild eines bedenkenlosen Opportunisten. Seinen verstorbenen Gönner, den soeben vergöttlichten Kaiser Claudius, mit einer beißenden Satire lächerlich zu machen, war ebenso eine Dienstleistung an dem jungen Nero, der sich von seinem Adoptivvater zu distanzieren trachtete, wie die Beteiligung an Britannicus’ Ermordung… Nach Burrus’ Tod versuchte er schließlich in klarer Erkenntnis, dass das Spiel um die Macht verloren war, mit geradezu peinlich-servilen Offenbarungseiden, wenigstens das Leben und zumindest einen Teil seines in den fetten Jahren zusammengerafften Vermögens zu retten.“

Auch durch Zuwendungen Neros war Seneca zu einem der reichsten Männer des Imperium Romanum geworden – laut Tacitus wuchs sein Vermögen allein in den vier Jahren zwischen 54 und 58 um 300 Millionen Sesterzen. In der Provinz Britannien trieb er 40 Millionen Sesterzen aus gekündigten Krediten, die er den Schuldigern vorher aufgedrängt hatte, rücksichtslos ein. Als der frühere Konsul Publius Suillius Rufus, der sich unter Claudius als Ankläger in Majestätsprozessen verhasst gemacht hatte, im Jahr 58 selbst vor Gericht gestellt wurde, griff er Seneca laut Tacitus vor dem Senat als Jugend- und Frauenverführer sowie als Müßiggänger und Geldsack an, der die Provinzen skrupellos ausplündere, kinderlose Römer zwinge, ihn als Erben einzusetzen und „seiner Raffgier auch noch ein philosophisches Mäntelchen der Bedürfnislosigkeit umhänge.“ Seneca, zu diesem Zeitpunkt noch in Neros Gunst stehend, gewann den Prozess, und Suillius wurde in die Verbannung geschickt.
Senecas Schrift Vom glücklichen Leben wird häufig als Antwort auf diese Angriffe gedeutet. Darin bestritt er nachdrücklich, dass es einen Widerspruch zwischen der stoischen Lehre und seinem persönlichen Reichtum gäbe. Der Weise müsse allerdings fähig sein, materielle Güter aufzugeben und dürfe sich nicht zu ihrem Sklaven machen. Wie eine Replik auf die im Suillius-Prozess erhobenen Vorwürfe klingt folgende Passage:

„Hör also auf, den Philosophen das Geld zu verbieten! Niemand hat die Weisheit zur Armut verurteilt. Der Philosoph wird reiche Schätze besitzen, die aber niemandem entrissen sind, nicht von fremdem Blut triefen, erworben sind ohne Unrecht an irgendwem, ohne schmutzige Herkunft.“

Seneca-Experten bemängeln, große Teile dieser Arbeit dienten der Rechtfertigung des eigenen Reichtums mithilfe zweckhaft ausgewählter Philosopheme. Richard Mellein spricht in diesem Zusammenhang von Senecas „scheinheiligem Opportunismus“.
Ob Seneca zu dieser Zeit noch mit seinen Tragödien befasst war, ist unklar; bekannt ist aber, dass er eine der ihm ursprünglich zugeschriebenen Tragödien, die sich als einzige direkt auf das zeitgenössische Geschehen am Hofe Neros bezog, nicht selbst geschrieben hat. Titelheldin war Neros erste Frau Octavia (wie Britannicus ein Kind des Claudius), die zu ehelichen Neros Thronansprüche untermauert hatte. War Octavia bis dahin schon den Zurücksetzungen durch ihre Schwiegermutter Agrippina ausgesetzt, so wurde sie nun von Poppaea mehr und mehr aus ihrer Stellung gedrängt und musste Rom 62 verlassen, als auch Seneca sich nach Burrus’ Tod weitgehend aus dem politischen Leben zurückzog. Nach erprobtem Muster wurde Octavia des Ehebruchs bezichtigt, doch wurde das allgemein nicht für bare Münze genommen. Da sie auch als Verbannte im Volk weiterhin sehr beliebt war und Nero wie auch Poppaea, die unterdessen geheiratet hatten, als Bedrohung erschien, wurde sie schließlich noch im selben Jahr in der Verbannung umgebracht.
Tacitus zufolge war Seneca im Jahr 59 in den vollendeten Muttermord Neros unmittelbar einbezogen. Ein erster Anschlag auf Agrippina, die sich von einem für den Untergang präparierten Schiff noch hatte retten können, war fehlgeschlagen. Daraufhin soll sich Nero Rat bei Seneca und Burrus geholt haben. Die Vollendung des Mordaktes habe dann Neros enger Vertrauter, der griechische Freigelassene Anicetus, besorgt. In einer wie üblich von Seneca verfassten Mitteilung an den Senat hieß es, ein Bote der Agrippina habe Nero ermorden sollen; sie selbst habe sich nach Vereitelung der Untat den Tod gegeben.

### Rückzug aus der Politik und Spätwerk in Muße
Nero hatte nach dem Mord an Agrippina allein die Macht inne und bedurfte Senecas als eines vermittelnden Wahrers seiner Ansprüche gegenüber der Mutter nicht mehr. Dennoch änderte sich an der äußeren Stellung Senecas, des neben Burrus wichtigsten politischen Beraters des Princeps, zunächst nichts. Beide dienten Nero, indem sie politisch Regie führten, während der Kaiser zunehmend seinen Leidenschaften bei Wagenrennen nachging und seine künstlerischen Neigungen als Musiker und Tragödienmime sowie als Stifter und Zentralfigur musischer Festspiele und Wettbewerbe wie der Juvenalia und der Neronia verwirklichte.
Nach dem Bericht des Tacitus bat Seneca, als Burrus 62 starb – von dessen Nachfolger Tigellinus eher angefeindet –, um Entlassung aus dem Staatsdienst. Gleichzeitig äußerte er den Wunsch, Nero möge den Großteil seines durch kaiserliche Protektion erworbenen gewaltigen Vermögens zurück in die eigene Verwaltung nehmen. Der Kaiser erwiderte ablehnend, er könne die Vermögensabtretung nicht ohne Schaden für den eigenen Ruf annehmen, immerhin seien unter seinem Vorgänger Claudius sogar freigelassene Sklaven reicher beschenkt worden; jenseits der rhetorischen Anerkennungsfloskeln war Senecas Abschied aus dem Machtzentrum aber dennoch besiegelt. Er entließ das Gefolge, das ihn seiner politischen Bedeutung entsprechend umgeben hatte, und zog sich mehr und mehr ins Privatleben zurück, meist nach Nomentum auf ein Weingut nordöstlich von Rom.
Sein Ausscheiden aus dem politischen Leben und aus der Mitverantwortung für das Gemeinwesen der antiken Weltmacht hat Seneca in seiner Schrift Über die Muße philosophisch reflektiert. Er lässt einen unbekannten Gesprächspartner fragen:

„Was sprichst du, Seneca? Du ziehst Dich von den Parteiungen zurück? Sicherlich weißt du, dass Stoiker wie du sagen: ‚Bis zum Ende des Lebens werden wir tätig sein, werden nicht aufhören, uns für das Gemeinwohl einzusetzen, den einzelnen zu unterstützen, auch unseren Feinden noch mit altersschwacher Hand auszuhelfen. Wir sind es ja, die keinen Lebensjahren freie Zeit gewähren […], bei denen es bis zum Tod kein Ausruhen gibt, so dass, wenn die Möglichkeit gegeben ist, nicht einmal der Tod selbst in Ruhe eintritt.‘“

Die Antwort auf diesen rhetorischen Einwand lautet:

„Meine Erwiderung werde ich in zwei Teile gliedern: erstens, dass man sich auch schon von früher Jugend an ganz der Betrachtung der Wahrheit widmen, die Kunst des Lebens suchen und sie in Abgeschiedenheit üben kann; zweitens, dass man besonders, wenn man aus seiner Dienstzeit ehrenhaft entlassen wurde, in fortgeschrittenem Alter, dies mit sehr guter Berechtigung tun kann […] Als Grund ist aber besonders der folgende offensichtlich: wenn der Staat zu verkommen ist, als dass man ihm helfen könnte, wenn er in Übeln versinkt, wird sich der Weise nicht ohne Aussicht einsetzen und sich nicht aufopfern, wenn er nicht helfen kann.“

Ohnehin sah sich Seneca als Stoiker nicht nur dem staatlichen Gemeinwesen des Römischen Reiches verpflichtet, sondern auch jenem umfassenden „Staatswesen“, als welches er Natur und Kosmos mitsamt allen Menschen und Göttern betrachtete. Diesem mit der Sonne auszumessenden Staatswesen sei aber auch in der Muße mit vielerlei Untersuchungen zu dienen:

„…ob die Materie, aus der alles entsteht, teilchenlos und vollständig ist oder zerteilt und eine mit Festem gemischte Leere; was der Wohnort Gottes ist, ob er sein Werk nur betrachtet oder auch beeinflusst; ob er es von außen umgibt oder in dessen Ganzem enthalten ist; ob die Welt unsterblich ist oder man sie zum Hinfälligen und auf Zeit Geschaffenen rechnen muss.“

Er folgerte:

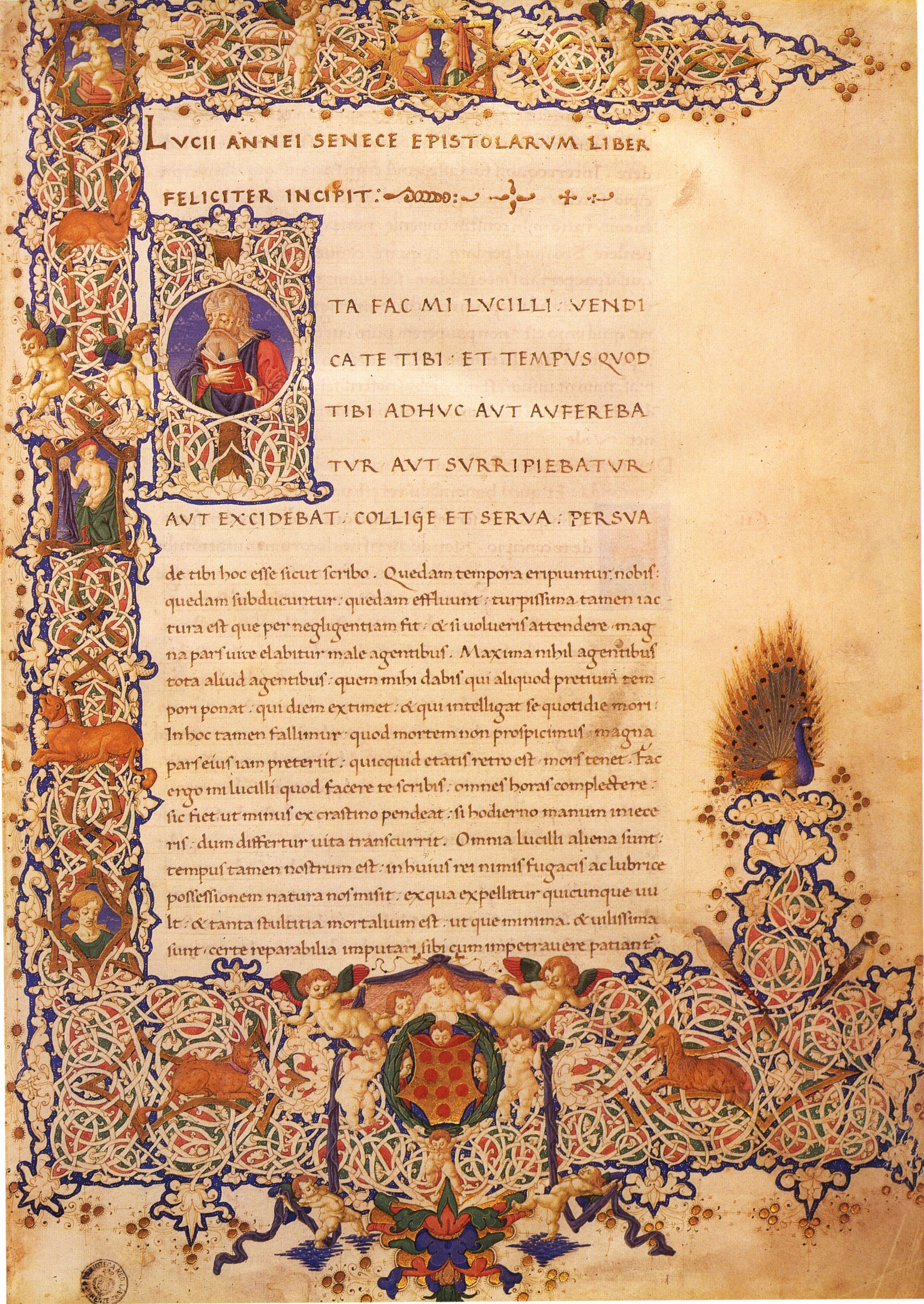
Briefe Senecas in einer Handschrift von 1458. Florenz, Biblioteca Medicea Laurenziana, Plut. 45.33, fol. 1r

„Wir sagen, das höchste Gut sei, gemäß der Natur zu leben: die Natur hat uns zu beidem geschaffen, zur Betrachtung der Welt und zum Handeln.“

In der ihm verbleibenden Zeit nach seinem politisch aktiven Leben hat Seneca von 62 bis 65 neben weiteren themenbezogenen philosophischen Werken wie Über Wohltaten (De beneficiis) noch zwei weitere Großprojekte realisiert: die auf Naturerscheinungen und kosmische Zusammenhänge gerichtete Schrift Naturwissenschaftliche Untersuchungen (Quaestiones naturales), die er schon auf Korsika begonnen hatte, sowie die als praktische philosophisch-ethische Handreichung konzipierte Sammlung der Briefe an Lucilius, von denen 124 überliefert sind. Diese umfangreiche Arbeit stellt sein philosophisches Hauptwerk dar. Otto Apelt wies 1924 darauf hin, dass nach Zitaten aus den Noctes Atticae des Gellius ursprünglich noch weitere Briefe existierten.

### Todeserwartung auf stoische Weise
Senecas Leben endete mit der von Nero befohlenen Selbsttötung. Der politische Hintergrund war die Pisonische Verschwörung gegen Neros zunehmend despotisches Regiment. Fuhrmann sieht Seneca dabei zwar nicht unmittelbar beteiligt, aber doch in der Rolle des geistigen Wegbereiters.

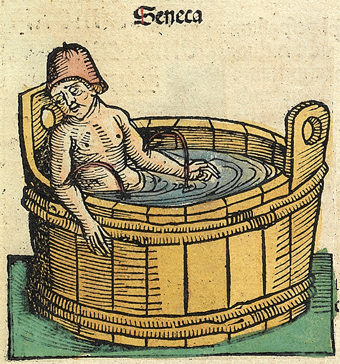
Senecas Tod in der Schedelschen Weltchronik

Der verbreiteten politischen Unzufriedenheit mit Kaiser Nero, auch im Senatorenstand, gab Seneca in seinem Werk Über Wohltaten Ausdruck. Dort heißt es in Anspielung auf Nero:

„Wenn er nicht aus Zorn, sondern in einem gewissen Wutrausch rast, wenn er vor den Augen der Eltern Kinder erwürgt, wenn er mit einfachem Töten nicht zufrieden, Foltern anwendet, […] wenn seine Burg stets von frischem Blut trieft, dann reicht es nicht aus, diesem Menschen eine Wohltat nicht zu vergelten. Was immer ihn mit mir verbunden hatte, das hat die aufgehobene Gemeinsamkeit menschlicher Rechtsgrundsätze getrennt.“

Der lange geplante und mehrfach verschobene Mordanschlag auf Nero wurde kurz vor seiner Ausführung verraten. Durch Zusicherung von Straflosigkeit für die Kooperationsbereiten gelang es dem Kaiser, eine breite Denunziationswelle auszulösen, zu deren zahlreichen Opfern auch Seneca gehörte. Die Lage, in die er dadurch geriet, traf ihn jedoch nicht unvorbereitet, da die Vorbereitung auf den eigenen Tod ein zentrales Thema der stoischen Lebenskunst darstellt:

„Es gibt nur eine Kette, die uns gefesselt hält, nämlich die Liebe zum Leben. Wir dürfen sie nicht von uns weisen, aber wir müssen ihren Druck mindern, damit uns unter dem Druck der Umstände nichts zurückhalte und hindere bereit zu sein, unverzüglich das zu tun, was einmal doch geschehen muss.“

Senecas fragiler Gesundheitszustand hatte ihn schon in jungen Jahren dem Tod nahe gebracht. Über seine Atemnot äußerte er: „Der Anfall […] aber ist ein Ringen mit dem Tode. Daher nennen die Ärzte das Leiden ‚eine Vorübung auf das Sterben‘.“ Seine stoische philosophische Ausrichtung hatte ihm den Weg damit umzugehen gewiesen: „Lass Dir von mir sagen: ich werde vor dem letzten Augenblick nicht zittern, ich bin schon bereit, ich rechne nie mit einem ganzen Tag, den ich etwa noch zu leben hätte.“
Der Tod und die Bekämpfung der Todesfurcht waren zuletzt zu einem besonders wichtigen und stets wiederkehrenden Thema in den Briefen an Lucilius geworden. Es war wohl die ganz bewusst ins Zentrum gerückte letzte lebenspraktische Bewährung für Seneca: „Vor dem Eintritt ins Greisenalter war es mein Bestreben, in Ehren zu leben, nun, da es da ist, in Ehren zu sterben.“
Schon im 4. Brief an Lucilius hatte Seneca einen rigorosen Standpunkt eingenommen: Nicht das Leben betrachtete er als Gut, sondern nur das sittlich reine Leben. Über den Weisen, der unter anhaltenden schweren Störungen der Gemütsruhe litt, schrieb er:

„Dann wirft er die Fessel von sich, und er tut das nicht bloß in der äußersten Not; sondern sobald das Schicksal anfängt, ihm verdächtig zu werden, geht er gewissenhaft mit sich zu Rate, ob er sofort ein Ende machen soll.“

Eingehend setzte Seneca sich im 70. Brief an Lucilius mit diesem Problem auseinander, indem er u. a. jene Philosophen kritisierte, die Suizid zur Sünde erklärten: „Wer so spricht, sieht nicht, dass er der Freiheit den Weg versperrt. Wie hätte das ewige Gesetz besser verfahren können, als uns nur einen Eingang ins Leben zu geben, aber viele Ausgänge?“ Man könne keine allgemein gültige Antwort darauf geben, ob im Einzelfall der Tod erwartet oder selbst herbeigeführt werden sollte: „Denn es gibt viele Gründe, die uns zu einer von beiden möglichen Entscheidungen bewegen können. Wenn die eine Todesart mit Folterqualen verbunden ist, die andere einfach und leicht, warum sollte ich mich nicht an die letztere halten?“
Senecas aus häufiger intensiver Befassung mit Sterben und Tod gewonnene Schlussfolgerung in diesem 70. Brief an Lucilius lautete:

„Für das Leben muß jeder auch Rücksicht nehmen auf die Billigung anderer, den Tod bestimme er ganz nach eigener Wahl; je mehr nach unserer Neigung, desto besser.“

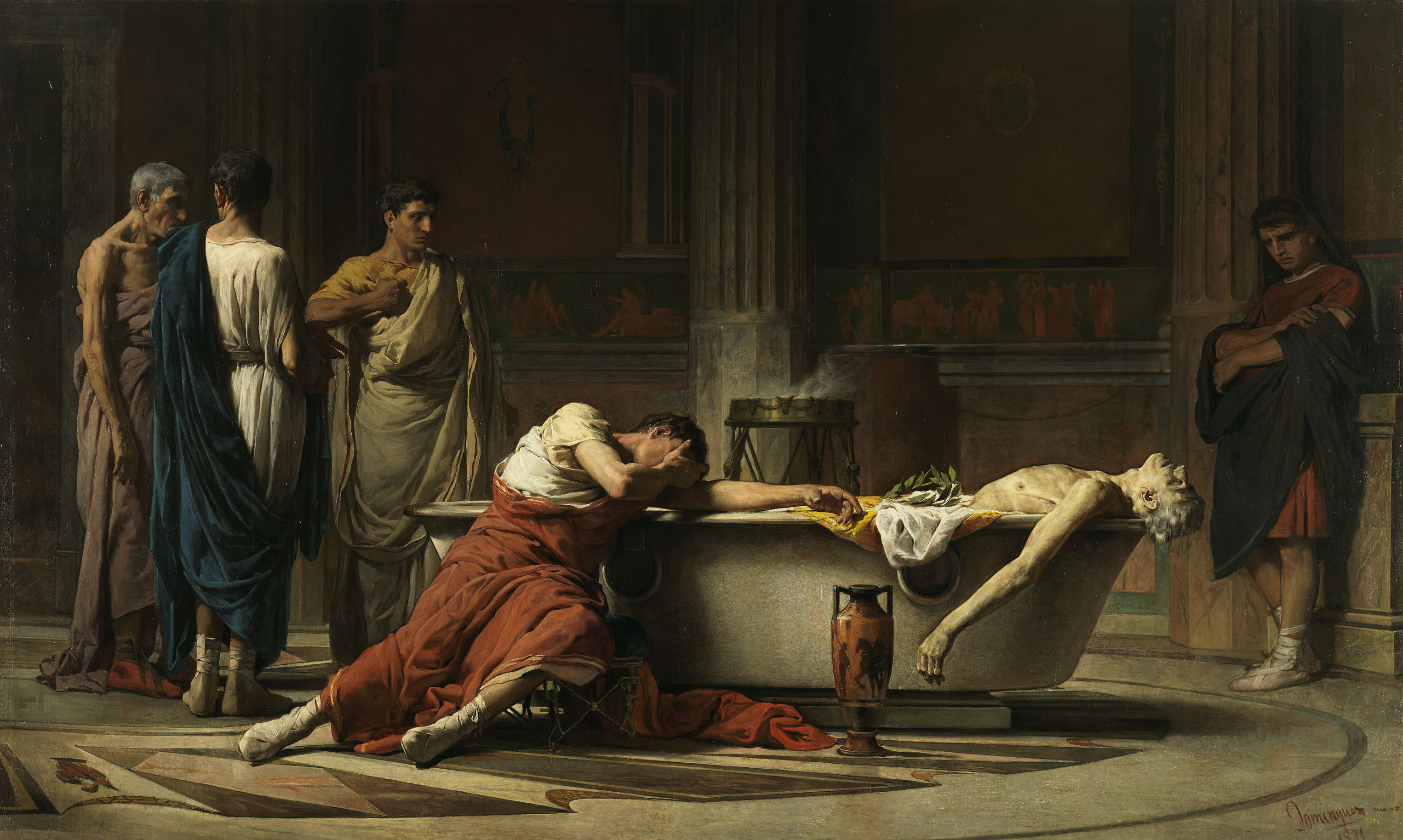
El suicidio de Séneca, Historiengemälde aus dem Jahr 1871 von Manuel Domínguez Sánchez, heute im Museo del Prado

Nero inszenierte die Abrechnung mit seinem Mentor als zweistufigen Prozess. Nachdem Seneca denunziert worden war, schickte der Kaiser einen höheren Offizier zu ihm, damit er sich über seine Beziehung zu Piso äußere. Seneca bestätigte den ausgesprochenen Verdacht nicht, bekam aber dennoch wenig später durch einen anderen Boten die Aufforderung zur Selbsttötung zugestellt. Er wollte sich Tafeln bringen lassen, um sein Testament zu verfassen. Dies wurde ihm jedoch verwehrt. Daraufhin vermachte er seinen Freunden als Einziges, aber zugleich Schönstes – wie er es ausdrückte – das „Bild seines Lebens“ (imago vitae).
Der Philosoph war sich dessen bewusst, dass der Tod jederzeit und an jedem Ort gegenwärtig ist.

„Niemanden hat das Schicksal so emporgehoben, dass es sich ihm nicht ebenso oft in seiner bedrohlichen Gestalt gezeigt hätte wie in seiner Gunst. Traue nicht dieser Windstille: ein Augenblick genügt, um das Meer aufzuwühlen. An demselben Tag, wo die Schiffe noch um die Wette fuhren, wurden sie von den Wellen verschlungen. Sei gefasst darauf, dass ein Räuber, dass ein Feind dir das Schwert an die Gurgel setzt.“

Tacitus schildert in seinen Annalen das Sterben Senecas als Tod eines Weisen nach dem Vorbild des Sokrates, dessen Tod in Platons Phaidon ausgemalt wird. Demnach soll Seneca die Selbsttötung erst beim dritten Versuch gelungen sein: Zunächst habe er sich die Pulsadern und weitere Arterien an den Beinen geöffnet, dann soll er wie Sokrates einen Schierlingsbecher getrunken haben und sei schließlich in einem Dampfbad erstickt. Seine Frau Pompeia Paulina, die sich im Fortgang des quälerischen Prozesses auf Senecas Bitte in einen anderen Raum hatte bringen lassen, machte ebenfalls einen Versuch der Selbsttötung. Doch ließ Nero angeblich die bereits geöffneten Pulsadern wieder verbinden, sodass sie ihren Gatten noch einige Jahre überlebte.

## Der Philosoph

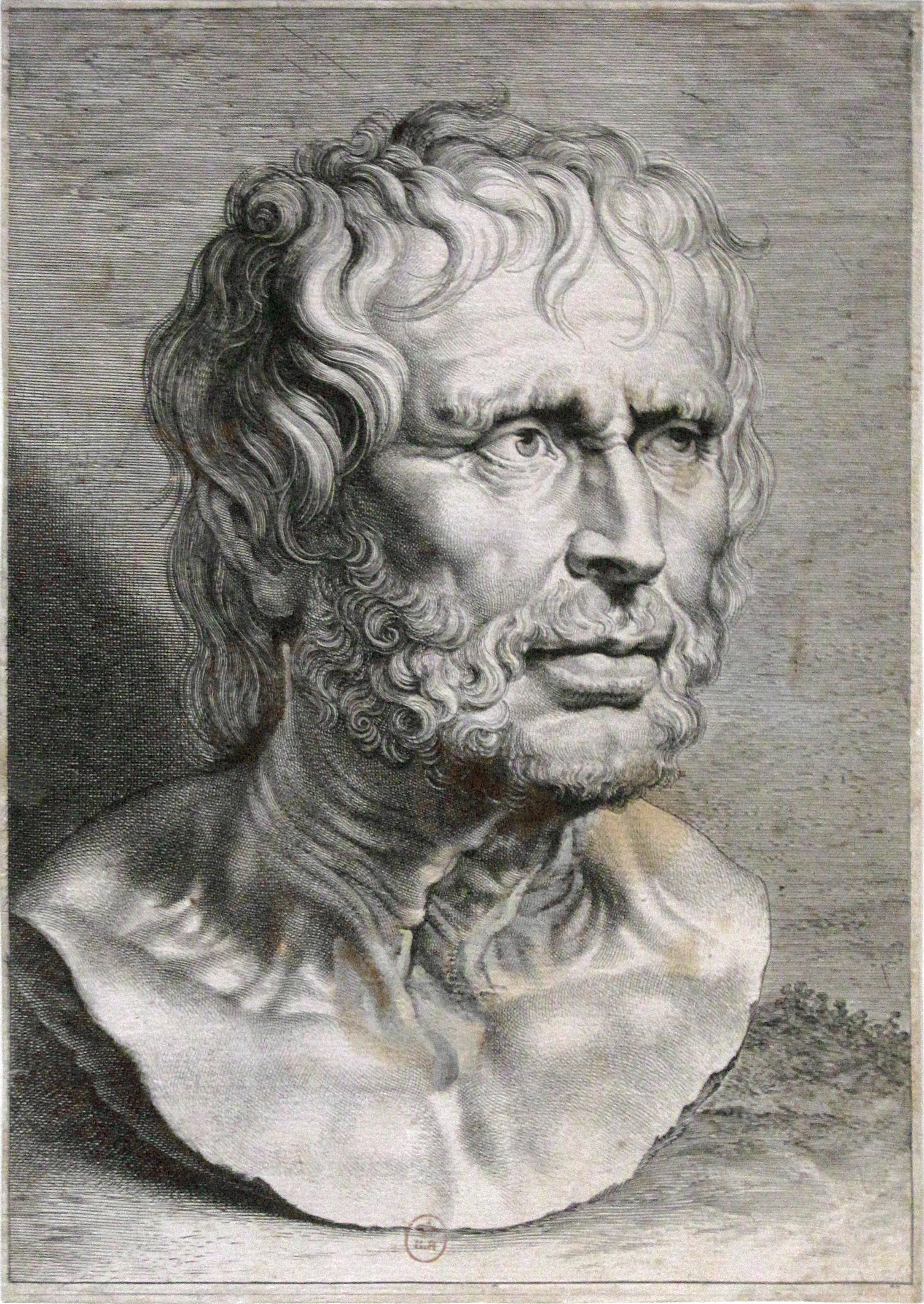
Zeichnung einer seinerzeit für Seneca gehaltenen Büste von Lucas Vorsterman

Seneca verstand sich als Philosoph, der die Lehren der Stoa weiterführte, auf diesem Boden eigene philosophische Erkenntnisse zeitgemäß formulierte und für lebenslanges Lernen plädierte. Er hatte bei der Niederschrift seiner Werke zumeist konkrete Personen als Empfänger vor Augen, auf deren Verhalten und Leben er einwirken wollte, so z. B. seinen Freund Annaeus Serenus, der unter Lebenszweifeln litt.
Aus neuzeitlicher Perspektive ist manchmal in Zweifel gezogen worden, dass Seneca überhaupt als Philosoph anzusehen sei. Aufgrund seiner leichten Lesbarkeit und seiner Konzentration auf alltagsbezogene Fragen der Ethik – die Probleme der Logik behandelte er gar nicht, die Naturphilosophie lediglich in den Naturales quaestiones, ohne dabei an die philosophischen Traditionen anzuknüpfen – wird er häufig als Popularphilosoph bezeichnet.
Seneca selbst hat zu seinen Intentionen eine Vielzahl klärender Hinweise in seinem Schrifttum hinterlassen, so z. B. im 64. Brief der Epistulae morales an Lucilius:

„Daher verehre ich die Ergebnisse der Weisheit und ihre Entdecker. Gerne nähere ich mich ihnen gleichsam als dem Erbe vieler Menschen. Sie wurden für mich erworben und für mich ausgearbeitet. Aber wir sollten als guter Familienvater auftreten und das Empfangene vermehren. Ein größeres Erbe soll von mir auf meine Nachfolger übergehen. Es bleibt noch viel Arbeit, und es wird auch immer so sein, und auch dem, der nach unzähligen Generationen geboren wird, ist nicht die Möglichkeit genommen, noch etwas zu ergänzen. Doch selbst wenn alles schon von Früheren gefunden wurde, so wird eines doch immer neu sein, nämlich die konkrete Anwendung und zeitgemäße Nutzung dessen, was andere gefunden haben.“

Bedeutung und Nutzen seines Philosophierens beschrieb Seneca im 90. Brief so:

„Unser Leben, mein Lucilius, ist unzweifelhaft ein Geschenk der Götter, das ehrbare Leben ein Geschenk der Philosophie. Es könnte also als bewiesen gelten, dass wir ihr mehr verdanken als den Göttern, wie ja auch das ehrbare Leben gegenüber dem Leben an sich höherwertig ist, wenn die Philosophie selbst uns nicht von den Göttern verliehen wäre. […] Ihre einzige Aufgabe ist es, im göttlichen und menschlichen Bereich die Wahrheit zu finden. An ihrer Seite stehen stets Götterverehrung, Pflichterfüllung und Gerechtigkeit sowie das übrige Gefolge der Tugenden, die eng miteinander verbunden sind. Sie lehrt, Göttliches zu verehren und die Welt der Menschen zu lieben; dass die Götter herrschen und die Menschen im Schicksal verbunden sind.“

„Die Philosophie“, heißt es im 16. Brief, „ist unsere Pflicht und muss uns schützen, gleich ob das Schicksal uns durch sein unerbittliches Gesetz determiniert, ob ein Gott aus seinem Willen das Weltganze angeordnet hat oder ob der Zufall die Handlungen der Menschen chaotisch in ständige Bewegung setzt.“
Die Betonung liegt bei Seneca häufig auf der praktischen tugendhaften Lebensführung, die nicht jedermann erreichen kann. Vielfach stellt er das Philosophieren in diesem Sinne dem Trachten und Treiben der Masse des Volkes gegenüber und unterstreicht den Wert der eigenen Argumente gerade durch diese Abgrenzung. Dafür ist seine Schrift Von der Kürze des Lebens ein Beispiel. Nicht wohl gesetzte Worte, sondern Taten sind demnach entscheidend:

„Die Philosophie ist keine Kunstfertigkeit, die man dem Volk präsentiert oder die sich überhaupt zum Vorzeigen eignet, sie beruht nicht auf Worten, sondern auf Taten. Auch wendet man sich ihr nicht zu, um mit angenehmer Unterhaltung den Tag zu verbringen, um die Freizeit vom Makel der Langeweile zu befreien. Sie formt und bildet den Geist, sie ordnet das Leben, bestimmt unsere Handlungen; sie zeigt, was zu tun und zu lassen ist.“

Auch kurz vor seinem Lebensende macht er diese Auffassung noch einmal deutlich:

„Ich nehme Vorlesungen bei einem Philosophen. Schon seit fünf Tagen gehe ich in seine Lehranstalt und höre ab der achten Stunde seinen Vortrag. […] Man muß so lange lernen, als man unwissend ist – also ein Leben lang, wenn wir dem Sprichwort glauben. Daraus ergibt sich zwingend der folgende Gedanke: Man muss ein Leben lang lernen, wie man das Leben gestalten soll. […] Ich zeige durch mein Beispiel, dass man auch im Alter noch zu lernen hat. Wie du weißt, führt mein Weg zum Haus des Metronax am Theater von Neapel vorbei. Dort ist es erdrückend voll, und mit lautstarker Begeisterung werden Meinungen über die Qualität eines Flötenspielers diskutiert: auch griechische Trompeter und Ausrufer haben großen Zulauf. Aber in dem Raum, in dem man die menschliche Ethik erforscht, […] haben nur die wenigsten Platz genommen….“

Von ihm stammt auch der Ausspruch Non vitae sed scholae discimus („Nicht für das Leben, sondern für die Schule lernen wir“), der später besonders in seiner Umkehrung berühmt wurde und in Wirklichkeit eine Kritik an der aus seiner Sicht zu wenig lebenspraktischen Orientierung der seinerzeit gelehrten Philosophie vermitteln sollte.

### Stoiker eigener Art
Neben Mark Aurel und Epiktet zählt Seneca zu den wichtigsten Vertretern der jüngeren Stoa. Als Seneca geboren wurde, existierten die Lehren dieser Athener Philosophenschule bereits 300 Jahre. Vom 2. Jahrhundert v. Chr. an hatten sie verstärkt Einzug in führende Kreise der Römischen Republik gehalten, da sie sich als gut verträglich mit deren elitärer Bindung an das Gemeinwohl erwiesen. Daneben hatten aber auch andere philosophische Schulen und die Volksfrömmigkeit ihre Anhänger.
Für Einflüsse anderer philosophischer Schulen war Seneca offen und übernahm manches davon in sein Denken, ohne an seiner Grundeinstellung Zweifel zuzulassen. In ausdrücklicher Abgrenzung von anderen philosophischen Richtungen, denen er Weichlichkeit nachsagte, betonte er, den Stoikern komme es nicht darauf an, dass der Weg reizvoll-angenehm sei, „sondern dass er uns möglichst bald befreie und zu einem hohen Gipfel führe, der weit genug aus der Reichweite von Speeren liegt, um dem Schicksal entronnen zu sein.“
Auf dem von Seneca gemeinten Gipfel erlangt der in zäher Entschlossenheit Aufgestiegene den unerschütterlichen Seelenfrieden, der zugleich ein Frieden mit Natur und kosmischer Ordnung ist. „Das höchste Gut ist die Harmonie der Seele.“ Zur Seelenruhe führen kann nur die Vernunft, die von Seneca als „Teil des göttlichen Geistes, versenkt in den menschlichen Körper“ bezeichnet wird.
Nur die Vernunft kann die Affekte kontrollieren, deren Beherrschung der stoischen Lehre gemäß den Weg zum höchsten Gut ebnet. Nur sie kann den Philosophen zu der Erkenntnis führen, dass die Lebenszeit begrenzt ist, dass alle Menschen vor dem Tod gleich sind und dass der Weise seine kurze Zeit in Gelassenheit und Frieden mit der Mehrung des Gemeinwohls und des philosophischen Wissens zubringen soll.
Senecas frühe philosophische Auseinandersetzung mit dem als größte emotionale Herausforderung angesehenen Zorn zielt auf diesen Zusammenhang:

„Was zürnst du deinem Sklaven, Herrn, König oder Klienten? Warte nur etwas und, siehe, es kommt der Tod, der euch gleichmacht. […] Wir sollten die wenige Zeit, die uns bleibt, lieber in Ruhe und Frieden verbringen. Niemandem soll unser Leichnam verhasst sein.“

Ebenso müssen andere Affekte und Leidenschaften wie Lust, Unlust, Begierde und Furcht überwunden werden. Vernunftbedingte Gelassenheit ist folglich die oberste Tugend des Stoikers. Wiederholt bekennt sich Seneca zu der philosophischen Tradition, in der er steht. Deren Lehren an veränderte Umstände anzupassen, begreift er als wichtige Aufgabe.

„Soll ich etwa nicht den Spuren der Vorgänger folgen? Wahrlich, ich werde den alten Weg einschlagen; finde ich aber einen geeigneteren und ebeneren, so werde ich mich an diesen halten. Die Menschen, die vor uns diese Lehren aufbrachten, sind nicht unsere Gebieter, sondern unsere Wegweiser. Die Wahrheit steht allen offen, sie ist nicht vergeben. Künftigen Generationen wird noch ein großer Teil ihrer Erforschung überlassen sein.“

### Lehrer individueller Tugend, gemeinnützigen Engagements und weltbürgerlicher Orientierung
Wie die späte Stoa überhaupt, befasste sich Seneca vornehmlich mit Fragen der rechten Lebensführung, insbesondere mit der Ethik. Als höchstes Gut galt auch ihm die Tugend, unabdingbare Grundlage und Begleiterscheinung der heiteren Gelassenheit und der Seelenruhe, der stoischen Inbegriffe menschlichen Glücks.

„Du kannst ja sagen: das höchste Gut ist das ethische Handeln. […] Die Tugend kann aber nicht größer oder kleiner werden; sie ist von immer gleicher Gestalt.“

Das Glück habe nichts mit Reichtum oder dem Urteil der Menschen zu tun, sondern sei geistiger Natur. Der Glückliche verachte, was allgemein bewundert wird, „kennt keinen, mit dem er tauschen möchte“ und „beurteilt einen Menschen nur nach seinem menschlichen Wert“. Die Menschen sollen ein Leben nach den Gesetzen der Natur führen und dabei unterscheiden zwischen dem, was unabwendbar ist, und den Dingen, auf die der Mensch Einfluss nehmen kann. Außerdem forderte Seneca dazu auf, sich aktiv am politischen Leben zu beteiligen, selbstlos soziale Aufgaben zu übernehmen und Freundschaften zu pflegen:

„Es kann niemand ethisch verantwortungsvoll leben, der nur an sich denkt und alles seinem persönlichen Vorteil unterstellt. Du musst für den anderen leben, wenn du für dich selbst leben willst. Wenn diese Verbindung gewissenhaft und als heiliges Gut gepflegt wird – die uns als Menschen den Menschen gesellt und die zeigt, dass es ein gemeinsames Menschrecht gibt –, so trägt sie besonders dazu bei, den genannten Bund, also die Freundschaft, zu fördern.“

Andererseits betonte er aber auch die Doppelgleisigkeit der menschlichen Anlagen: „Man muß dennoch beides miteinander verbinden und abwechseln – Einsamkeit und Geselligkeit. Jene verursacht in uns Sehnsucht nach Menschen, diese nach uns selber, und es dürfte die eine der anderen Heilmittel sein: den Haß auf die Masse heilt die Einsamkeit, den Verdruß gegenüber der Einsamkeit die Masse.“
Den gesellschaftlichen Statusunterschieden setzte Seneca eine ursprüngliche menschenrechtliche Gleichheitsvorstellung an die Seite:

„Dieselben Anfänge haben alle Menschen, denselben Ursprung; niemand ist vornehmer als ein anderer, außer wenn er sich durch eine aufrechte und aufgrund guter Charaktereigenschaften bessere Gesinnung auszeichnet.“

Sich auf Platon berufend, betonte er den Zufall der gesellschaftlichen Position und die Bedeutung der eigenen geistigen Bemühungen.

„Platon sagt, es gebe keinen König, der nicht von Sklaven, und keinen Sklaven, der nicht von Königen abstamme. Der Wechsel der Zeit hat all dies durcheinander geworfen und das Schicksal hat alles mehrfach umgekehrt. […] Der Verstand verleiht den vornehmen Rang, und er kann sich aus jeder Lebenslage über das Schicksal erheben.“

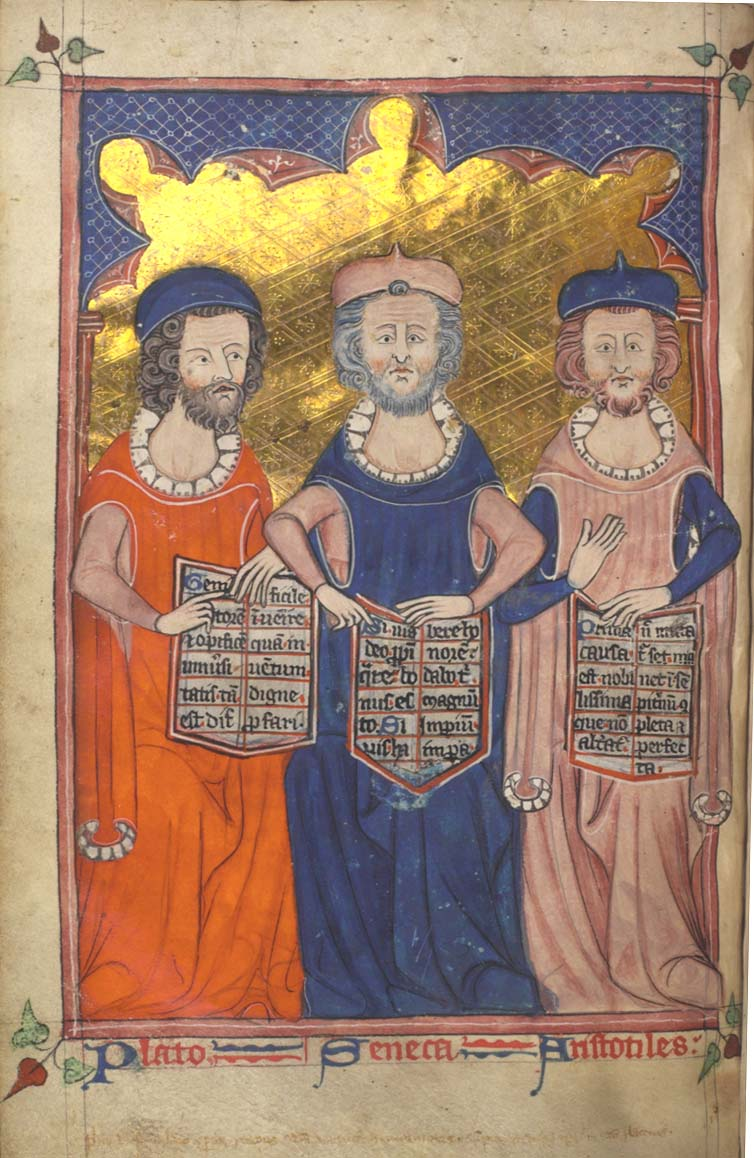
Seneca zwischen Platon und Aristoteles, Buchmalerei in einer Handschrift philosophischer Auswahltexte aus dem 14. Jahrhundert

Ein glückliches Leben, meinte Seneca, könne nur derjenige führen, der nicht nur an sich selbst denke und alles seinem Vorteil unterordne. Glück spende die Fähigkeit zur Freundschaft mit sich selbst und anderen. Allerdings tadelte Seneca Freunde wegen Fehlverhaltens und Uneinsichtigkeit auch. So äußerte er in einem Brief an Lucilius über den gemeinsamen Freund Marcellinus: „Er besucht uns nur selten und zwar deshalb, weil er die Wahrheit nicht hören möchte. Diese Gefahr besteht für ihn allerdings nicht mehr. Denn davon reden sollte man nur mit jenen, die auch zuzuhören bereit sind.“ Im selben Brief fährt er fort: „Ich gebe unseren gemeinsamen Freund Marcellinus noch nicht völlig verloren. Er kann noch immer gerettet werden, allerdings nur, wenn man ihm schnell die Hand reicht. Dabei könnte es jedoch passieren, dass er denjenigen, der ihm die Hand reicht, mit sich fortreißt. Er besitzt große Geistesgaben, leider mit einem Hang zum Schlechten verbunden….“
Seneca hebt die Bedeutung der Freigiebigkeit hervor: „Geben wir so, wie wir selbst empfangen möchten: vor allem gern, rasch und ohne jedes Zögern.“ Zwar könne man als Wohltäter bei seinen Mitmenschen an die Falschen geraten, doch treffe es ein andermal die Richtigen:

„Schon bald würde das Leben in langweiligem Müßiggang erstarren, wenn man die Hand schnell zurückzieht von allem, was einem missfällt. […] Denn man übt sich nicht im Hinblick auf möglichen Vorteil: richtig zu handeln, ist Lohn für sich.“

Dabei redete er aber nicht einer Mitleidsethik das Wort, wie sie etwa gleichzeitig die frühen Christen verbreiteten. Mitleid lehnte er als „benachbart dem Leiden“ explizit ab, da es das Ziel seines Philosophierens, die abgeklärte Seelenruhe, nur störe:

„Mitleid ist ein seelisches Leiden wegen des Anblicks fremden Elends oder Trauer auf Grund fremden Unglücks. […] Seelenleid aber befällt einen weisen Mann nicht.“

Der stoische Weise kann nach Seneca durch das Verhalten anderer in seiner souveränen Seelenruhe nicht behindert werden, wird in dieser Hinsicht also gewissermaßen unverletzlich:

„Nur schlechte Menschen begehen Unrecht an guten Menschen. Die Guten haben untereinander Frieden.“

Im 90. Brief an Lucilius unterscheidet Seneca zwischen einer Art Naturzustand und dem vorgefundenen entwicklungsgeschichtlichen Zustand der Gesellschaft: „Die Verbundenheit unter den Menschen blieb eine Zeit lang unverletzt, bis die Habgier den Bund zerriss und auch denen, die sie bereicherte, zur Ursache ihrer Armut wurde. Denn Menschen besitzen nicht mehr das Ganze, solange sie Teile davon als ihr Eigentum betrachten. Die ersten Menschen und ihre Nachkommen folgten dagegen unverdorben der Natur.“ Die Führungsfunktionen fielen demnach ebenso natürlich den aufgrund ihrer geistigen Bedeutung dafür Geeignetsten zu. Denn unangreifbare Autorität besitze nur der, „welcher seine Macht ganz in den Dienst der Pflicht stellt“.
In geschichtlicher Zeit lenkt Seneca den Blick auf das Individuum, indem er bezüglich der vier Kardinaltugenden unterstreicht: „Bei den Menschen der Vorzeit gab es noch nicht Gerechtigkeit, Einsicht, Mäßigung oder Tapferkeit. Ihr noch bildungsloses Leben zeigte gewisse Ähnlichkeiten zu all diesen Tugenden; doch die Tugend selbst wird nur einem unterwiesenen und gelehrten Verstand zuteil, der durch beständige Übung zur höchsten Einsicht gelangt ist.“ Jenes Goldene Zeitalter der Menschheit unter der unangefochtenen Herrschaft der Weisen, das Seneca im 90. Brief teilweise den Vorstellungen des Poseidonios nachgezeichnet hat, mündete dieser Vorstellung nach schließlich in den historischen Prozess der Antike, der Seneca bis zu den Anfängen des Prinzipats geläufig war: „Aber als sich die Laster langsam einschlichen und sich so die Monarchie zur Tyrannis wandelte, wurden erstmals Gesetze notwendig, welche anfänglich noch von den Weisen gegeben wurden.“ In diesem Zusammenhang erwähnt er Athens Gesetzgeber Solon und für Sparta Lykurg.
Das Verhältnis des Philosophen zu den politisch Herrschenden betrachtete Seneca als jemand, der dieses Feld sowohl in gestaltender als auch in leidender Rolle kennen gelernt hatte:

„Mir scheint im Irrtum zu sein, wer meint, treue Anhänger der Philosophie seien eingebildete Querköpfe, sie verachteten Behörden, Herrscher und die Verwalter des Staates. Im Gegenteil sind die Philosophen jenen dankbar wie niemand sonst, und dies mit Recht. Denn niemandem erweisen die Hüter der staatlichen Ordnung einen größeren Dienst als denen, die ungestört geistiger Beschäftigung nachgehen können.“

Die Wohltat des Friedens durch die politische Führung des Herrschers erstreckt sich Seneca zufolge zwar auf alle Menschen, „wird aber tiefer von denen empfunden, die einen lobwürdigen Gebrauch davon machen.“
Die Bürger sollen am politischen Leben teilnehmen, auch wenn sie nur geringen Einfluss auf die Ergebnisse nehmen können. „Der Einsatz eines engagierten Bürgers ist niemals nutzlos: Er ist allein schon nützlich, wenn man ihm zuhört oder ihn auch nur sieht, durch seinen Gesichtsausdruck, seine Gestik, seine stumme Anteilnahme, ja allein durch seinen Auftritt.“ Dabei bezog er sich nicht nur auf das eigene Staatswesen, sondern bezeichnete sich im Sinne der Stoa als Weltbürger mit der Aufgabe, die Tugend weltweit zu verbreiten.

„Daher sind wir Stoiker […] nicht auf die Mauern einer einzigen Stadt beschränkt, sondern stehen im Austausch mit dem gesamten Erdkreis und erkennen in der ganzen Welt unser Vaterland: So wollen wir für unsere sittlichen Bestrebungen ein größeres Betätigungsfeld gewinnen.“

### Haltung zu Frauen und Sklaven in der römischen Gesellschaft
Manches in Senecas philosophischen Schriften passt nach Villy Sørensen zum Horizont der städtischen westlichen Gegenwartszivilisation. Andererseits lassen seine Äußerungen öfters die spezifischen Prägungen der antiken Kultur erkennen, der er angehörte: „Missgeburten löschen wir aus, Kinder auch, wenn sie schwächlich und missgestaltet geboren worden sind, ertränken wir; und nicht Zorn, sondern Vernunft ist es, vom Gesunden Untaugliches zu sondern.“
Die Haltung Senecas gegenüber dem anderen Geschlecht war ambivalent. Der geistigen Hauptströmung seiner Zeit entsprechend bezeichnete Seneca Frauen als minderwertig. Dabei ging er so weit, sie – wenn sie ohne Bildung waren – mit Tieren auf eine Stufe zu stellen. „Manche sind von solchem Irrsinn befallen, dass sie glauben, sie könnten durch eine Frau Herabsetzung erfahren. Was spielt es schon für eine Rolle, wie schön sie ist, wie viele Sänftenträger sie hat, welcher Art ihr Ohrschmuck oder wie bequem ihr Tragsessel ist? Sie ist ein immer gleich unvernünftiges Geschöpf, und wenn sie nicht über Kenntnisse und Bildung verfügt, nichts als ein wildes Tier, seiner Begierden nicht mächtig.“ Von diesem Ansatz her wird auch der Zorn als eine „weibische und kindische Schwäche“ klassifiziert, die aber auch Männer befalle: „Denn auch Männern wohnt kindische und weibische Veranlagung inne.“
Während an dieser Stelle die abwertende Tendenz gegenüber Frauen klar überwiegt, geht Seneca in seinen Trostschriften an ihm vertraute Frauen von gemeinsamen Anlagen beider Geschlechter aus. In diesen Trostschriften, die er für Marcia und für seine Mutter verfasst hat, zeigt er sich deutlich weniger misogyn. So schrieb er an Marcia:

„Wer sollte denn gesagt haben, dass die Natur bei der geistigen Ausstattung von Frauen bösartig verfahren sei und ihre Vorzüge eng beschränkt habe? Glaube mir, sie haben die gleiche Kraft, die gleiche Fähigkeit zum sittlich Guten, wenn sie nur wollen; Schmerz und Anstrengung ertragen sie genauso gut, wenn sie es nur gewohnt sind.“

Und in der Trostschrift für seine Mutter Helvia nahm er explizit gegen das von seinem Vater vertretene und innerfamiliär durchgesetzte herkömmliche Frauenbild Stellung:

„Ich wünschte, dass mein Vater, der vortreffliche Mann, sich weniger an die Tradition der Vorfahren gehalten und vielmehr den Wunsch gehabt hätte, dass du in den Lehren der Philosophie gründlich ausgebildet, nicht nur flüchtig eingeführt worden wärest. Dann brauchtest du die Hilfen zum Ertragen deines Schicksals nicht jetzt erst mühsam aufzubauen, sondern sie nur hervorzuholen. Er hat dir weniger Freiheit für Studien gewährt, da es auch solche Frauen gibt, die sie nicht mit dem Ziel der Weisheit betreiben, sondern nur zur Befriedigung ihrer Eitelkeit.“

Damit erkennt Seneca zwar die Macht seines Vaters als pater familias an, über seine Mutter Entscheidungen zu treffen, bemängelt aber, dass er ihr den Zugang zu Bildung erschwerte und ihr wissenschaftliche Arbeit untersagte. Indirekt unterstützt er damit die Forderung nach Frauenbildung und erweist sich wiederum als Philosoph, der überkommene Denkschablonen verlässt.
Wie die nachrangige Stellung der Frauen gehörten auch Sklaverei und Sklavenhaltung zu den charakteristischen Merkmalen der antiken Gesellschaftsordnung. Rechtlich waren Sklaven dem Sachbesitz gleichgestellt, über den der Besitzer nach Gutdünken verfügen konnte. Senecas Einstellung zu diesen auch zu seiner Zeit noch nahezu Rechtlosen war von humaner Zuwendung bestimmt.

„Ich will mich nicht auf ein unerschöpfliches Thema einlassen und die Behandlung der Sklaven diskutieren, denen gegenüber wir so arrogant, grausam und herablassend sind. Doch kurz zusammengefasst lautet meine Lehre folgendermaßen: Du sollst mit deinem Untergebenen so leben, wie du wünschst, dass dein Vorgesetzter mit dir lebe. […] Sei gütig und höflich zu deinem Sklaven, beziehe ihn in die Unterhaltung ein, gib ihm Zutritt zu deinen Besprechungen und Gelagen. […] Einige mögen deine Tischgenossen sein, weil sie dessen würdig sind, doch andere sollten es noch werden. Denn sofern sie aufgrund ihres rohen Umgangs noch das Verhalten von Sklaven zeigen, wird das Tischgespräch mit Gebildeteren sie dieses Verhalten ablegen lassen. Es stimmt nicht, lieber Lucilius, dass du nach einem Freund bloß auf dem Forum oder in der Kurie suchen kannst; wenn du sorgfältig und aufmerksam bist, wirst du ihn auch in deinem Haus finden. Guter Stoff bleibt oft ungenutzt, weil der Bildner fehlt. Versuche es, und du wirst es erleben.“

Mit dieser Auffassung gehörte Seneca zu den wenigen Denkern der Antike, die sich kritisch mit der Sklaverei auseinandergesetzt haben. Diese Einstellung wurde von der römischen Elite wohl nicht geteilt.

### Vordenker von Weisheit
Die ausdrückliche Bejahung der Schicksalsvorgaben und der individuelle Freiheitsanspruch gehen in Senecas Denken auf eigentümliche Weise zusammen. Als ein Übel sieht er jede Art von Abhängigkeit an, die die innere Freiheit bedroht: „Die Freiheit geht zugrunde, wenn wir nicht alles verachten, was uns unter ein Joch beugen will.“ Das Lebensglück ergibt sich hingegen aus einer scheinbar einfachen Formel:

„Wer die Einsicht besitzt, ist auch maßvoll; wer maßvoll ist, auch gleichmütig; wer gleichmütig ist, lässt sich nicht aus der Ruhe bringen; wer sich nicht aus der Ruhe bringen lässt, ist ohne Kummer; wer ohne Kummer ist, ist glücklich: also ist der Einsichtige glücklich, und die Einsicht reicht aus für ein glückliches Leben!“

Dass die Formel in der Lebenspraxis selten ganz aufgeht und dass der Mensch eine diesbezüglich problematische Konstitution hat, wird an anderen Stellen verdeutlicht:

„Ich mute dem Weisen nicht Übermenschliches zu, ich behaupte nicht, dass er wie ein Fels ohne Gefühlsregung Schmerz abwehrt. Ich weiß, dass er aus zwei Teilen besteht: Der eine ist vernunftlos und kann somit gekränkt, gebrannt, und gequält werden; der andere ist vernünftig, ihm gehören unerschütterliche Grundsätze an, er ist furchtlos und frei. Auf ihm beruht das höchste Gut des Menschen. Solange es nicht vollkommen ist, ist der Verstand haltlos und unruhig, doch ist es vollkommen, kann der Verstand nicht mehr erschüttert werden.“

Seneca ringt mit der eigenen Unvollkommenheit: „Bleiben wir also bei der Stange und lassen uns durch nichts von unserem Vorhaben abbringen! Was uns noch zu tun bleibt, ist mehr, als was wir bereits hinter uns haben; doch ein Großteil des Fortschritts beruht darauf, den Willen zum Fortschritt zu haben. Dessen aber bin ich mir gewiss: dass ich will, und zwar mit ganzer Seele.“
Solches Bemühen umfasst auch die Unabhängigkeit des Denkens von der Meinung des Volkes. Er zitiert an dieser Stelle Epikur: „Niemals habe ich dem Volk gefallen wollen. Denn was ich weiß, gilt dem Volk nichts, und was dem Volk etwas gilt, das interessiert mich nicht.“ Darin, betont Seneca, seien sich alle bedeutenden philosophischen Schulen einig, ob Epikureer, Peripatetiker, Anhänger der Akademie, Stoiker oder Kyniker; und er vollzieht eine scharfe Abgrenzung gegenüber jedwedem Populismus:

„Es sind verwerfliche Mittel, durch die man die Gunst des Volkes gewinnt. Du musst dich diesen Leuten angleichen. Ihnen gefällt nur das, was sie kennen. […] Die Zuneigung Nichtswürdiger kann nur durch nichtswürdige Mittel erlangt werden. Was wird also die vielgepriesene und allen Künsten überlegene Philosophie uns dartun? Bestimmt, dass du lieber vor Dir selbst als vor dem Volk bestehen magst, dass du deine Urteilsmaßstäbe nach ihrem Wert bemisst und nicht an der allgemeinen Zustimmungsrate ausrichtest, dass du ohne Furcht vor Göttern und Menschen lebst, dass du die Übel überwindest oder ihnen ein Ende machst.“

Worauf es Seneca im Verlauf des Lebens schließlich ankommt, ist die Annäherung an das Ziel, die Unschuld des Neugeborenen mit den Mitteln der Vernunft und Einsicht zurückzugewinnen:

„Wir sind schlechter bei Eintritt des Todes als bei unserer Geburt. Die Schuld liegt an uns, nicht an der Natur; die Natur muss sich über uns beschweren und sagen: ‚Was soll das? Ich habe euch ohne Begierden geschaffen, ohne Furcht, ohne Aberglauben, ohne Unredlichkeit und ohne die sonstigen Laster: wie ihr ins Leben eintratet, so sollt ihr hinausgehen.‘ Der hat die Weisheit erlangt, der bei seinem Tod genauso sorgenlos ist wie bei der Geburt.“

### Gottesbegriff und Todesanschauung
Senecas Gottesbegriff ist komplex. Je nach Kontext spricht er von „Göttern“, dem „Göttlichen“ oder dem „Gott“. Hinsichtlich der Entwicklung des Individuums schreibt er:

„Glaube mir, Lucilius, es wohnt in uns ein heiliger Geist, der unsere schlechten und guten Eigenschaften beobachtet und überwacht. Dieser verfährt mit uns ebenso wie wir mit ihm. Niemand ist ein wirklich guter Mensch ohne Gott. Oder könnte sich jemand ohne seine Hilfe über das Schicksal erheben? Ihm verdanken wir alle unsere großen und erhabenen Entschlüsse. […] Wie die Strahlen der Sonne zwar die Erde erreichen, aber noch ihrem Ausgangspunkt angehören, so steht eine große, heilige Seele, die herabgesandt wurde, um uns das Göttliche besser verstehen zu lassen, zwar mit uns in Austausch, bleibt aber ihrem Ursprungsort verhaftet: von dort geht sie aus, hierher blickt sie und nimmt Einfluss, unter uns wirkt sie gleichsam als höheres Wesen.“

Der Weise schließlich steht für Seneca mit dem Göttlichen in engster Beziehung:

„Für den Weisen ist seine Lebensdauer wie für die Gottheit die Ewigkeit. In einem Punkt übertrifft der Weise die Gottheit: wenn diese frei ist von Furcht, so verdankt sie es der Natur, der Weise verdankt es sich selbst. Wahrlich es will etwas heißen, die Schwäche des Menschen mit der Unbesorgtheit der Gottheit zu verbinden. Die Philosophie hat eine unglaubliche Kraft, alle Gewalt des Zufalls aufzufangen.“

Zum Tod, der letztlich doch einen markanten Unterschied setzt zwischen dem Weisen im Sinne Senecas und dem Göttlichen, hat Seneca nach Maßgabe der ihm geläufigen philosophischen Überlieferung Spekulationen angestellt bzw. Raum dafür gelassen: „Der Tod, was ist er? Das Ende oder ein Übergang. Ich fürchte beides nicht.“ Und im 70. Brief an Lucilius betont er wiederum das individuelle Selbstverfügungsrecht in Bezug auf das eigene Leben bis hin zu dessen Beendigung:

„Es ist ein Trost für uns Menschen, dass niemand unglücklich ist außer durch eigene Schuld. Gefällt es dir, so lebe; gefällt es dir nicht, so kannst du wieder hingehen, woher du gekommen bist.“

## Der Dramatiker
Die Seneca zugeschriebenen Dramen sind die einzigen erhaltenen Tragödien der lateinischen Antike. Dabei handelt es sich im Unterschied zu den klassischen griechischen Tragödien nicht um Handlungsdramen, sondern um psychologische Dramen. Das Bindeglied zu den philosophischen Schriften stellt nach Maurach Senecas übergeordnetes Ziel der „Seelenleitung“ dar, das ihn in den Tragödien zum „Verfolger“ von Lastern, des Wahns und der Selbstüberhebung mit theatralischen Mitteln werden lässt: „Als ein solcher gestaltet er das Grauenvolle, Allvernichtende, will erschüttern und erschrecken vor dem, was der Mensch dem Menschen anzutun fähig ist“. Änne Bäumer schreibt dazu: „Dem Dichterphilosophen eröffnet sich durch das Theater eine Möglichkeit zur Breitenwirkung; der Zuschauer wird durch gut formulierte Sentenzen und durch geschickte Bühnenpsychologie beeinflusst, seine eigenen Affekte zu bekämpfen.“ Der Schwerpunkt lag auf der Bekämpfung des Zorns als seelischer Disposition, die durch Aggressivität in der Natur des Menschen liegt. Als weiteres Hauptthema der Tragödien Senecas wird die Verurteilung des destruktiven Tyrannen angeführt. Relativ sicher zugeschrieben werden ihm die Tragödien Medea, Agamemnon, Phoenissae, Oedipus, Troades, Hercules furens, Phaedra und Thyestes. Bei einzelnen Personen dieser Tragödien – am eindrucksvollsten an Clytaemnestra, der Hauptperson im Agamemnon – lässt sich deutlich beobachten, wie genau Seneca in Entsprechung zu den psychologischen Anschauungen der Stoa die Genese des furor, des durch keine Rationalität mehr beeinflussbaren Entschlusses zum Verbrechen, darstellt.
Die meisten Forscher glauben heute, dass Seneca nicht als Autor der Octavia in Frage kommt, die ihm traditionell zugeschrieben wird. Es handelt sich dabei um die einzige vollständig erhaltene Praetexta, eine Variation der griechischen Tragödie in römischem zeitgenössischen Kontext. Die Handlung dreht sich um die Verstoßung von Neros Frau Octavia zugunsten von Poppaea. Es erscheint unmöglich, dass dieser unverkennbar Nero-kritische Text zu Senecas Lebzeiten veröffentlicht werden konnte. Seneca tritt selbst als Rollenfigur auf und wird aus der Perspektive seiner späteren Opposition zu Nero dargestellt. Neben der Octavia wird auch der Hercules Oetaeus als unecht angesehen.
Mehrheitlich wird vermutet, dass auch die mythologischen Tragödien auf Ereignisse und besonders auf Intrigen am Kaiserhof, vermutlich zur Nerozeit, anspielen, etwa auf den Muttermord. Ein Zusammenhang zur Philosophie Senecas ist auch darin erkennbar, dass die Einordnung des Todes in die indifferentia (die gleichgültigen Dinge, auf die es nach stoischer Lesart nicht ankommt) ein hervorstechendes Motiv darstellt. Dem gewidmet waren auch zeitgenössische Schriften senatorischer Kreise über heroische Todesdarstellungen. In den Tragödien wird gelehrt, dass die Ablehnung des Freitodes schlimmer zu ertragen sein kann als dieser selbst. So verweigert der Held der Tragödie Hercules Furens nach Raserei und grausamem Verwandtenmord den anschließenden Freitod als eine das Verbrechen nicht hinreichend sühnende Strafe. Da die in der Weltliteratur nahezu beispiellos drastische Darstellung extremer Gewalt teilweise der Beschreibung von Herrschergewalt in Senecas Schrift Über den Zorn ähnelt, ist von einigen Experten eine Datierung in die Verbannungszeit unter Claudius vorgeschlagen worden.
Ob die Stücke tatsächlich aufgeführt wurden – der Altphilologe Manfred Fuhrmann hält es für möglich, dass Nero und Seneca vor geladenen Gästen selbst als Darsteller auftraten – oder ob es sich um bloße Lese- und Rezitationsdramen handelte, ist in der Forschung umstritten. Maßgeblichen Einfluss hatten Senecas Schauspiele auf die tragischen Dramen der Renaissance, insbesondere im elisabethanischen England des 16. Jahrhunderts.
In der Gegenwart werden Seneca-Tragödien kaum auf der Bühne inszeniert. Die Thyestes-Tragödie, die durch ihre besondere Grausamkeit hervorsticht – in ihrem Mittelpunkt steht Thyestes’ Verspeisen der eigenen Kinder –, hat allerdings in jüngster Zeit als Beispiel ästhetischer Tabudurchbrechung verstärkt Aufmerksamkeit gefunden. 1994 produzierte das Londoner Royal Court Theatre unter der Regie von James Macdonald eine Bühnenfassung in der Übersetzung von Caryl Churchill. Das Stuttgarter Schauspielhaus brachte die Tragödie 2002 auf die Bühne. Im selben Jahr legte Durs Grünbein eine Nachdichtung vor. Auch der 2023 veröffentlichte Kinofilm über Senecas Tod von Robert Schwentke integriert eine Aufführung des Thyestes im Stil des modernen immersiven Theaters in die Filmhandlung, die dem fiktiven Plot zufolge von Seneca (gespielt von John Malkovich) selbst als Regisseur geleitet wird.

## Der Schriftsteller als Stilbildner
Nicht nur als Erneuerer einer auf die Lebenspraxis gerichteten stoischen Ethik, sondern auch als Sprachstilist hat Seneca Epoche gemacht. Das auffälligste Merkmal des von ihm geprägten neuen Stils, der so genannten Silbernen Latinität, war nach Fuhrmann die auf den Effekt gerichtete Pointe:

„In Senecas Diktion triumphiert das Pathos; es herrscht dort in verschieden starker Intensität, es fluktuiert in ständigen Crescendi und Decrescendi […] Alle psychischen Kräfte, der Verstand ebenso wie das Anschauungsvermögen und die Emotionen, sollen mobilisiert werden, auf daß sie übereinstimmend das eine verwirklichen, auf das es ankommt, das den Erkenntnissen der Philosophie gewidmete Leben.“

Kaiser Caligula hat Senecas Redeweise als „Sand ohne Kalk“ kritisiert, weil es ihr an dem für Cicero charakteristischen Periodenbau gefehlt habe. Quintilian nennt seinen Stil „überwiegend schlecht und besonders dadurch höchst bedenklich, dass er von Schwülstigkeit aufgeblasen ist“, attestiert aber deutlich Senecas Bekanntheit und würdigt dessen Gelehrsamkeit. Tacitus wiederum hat Seneca bescheinigt, den Geschmack der Jugend getroffen zu haben.
Die Sentenz ist nach Maurach die „stilistische Urzelle“ Senecas und eben nicht wie bei Cicero die Satzperiode. Dies deutet auf ein verändertes Wert- und Lebensgefühl: „Konzentration auf sich selbst, Vereinzelung, Verlust an weitgespannter Einordnung.“ Seneca wende sich sowohl an den Intellekt mit den Mitteln der Darlegung, Klärung und Bewusstmachung als auch an die Emotion, wobei er hier u. a. das Antreiben, Beschämen, Bestätigen oder Korrigieren bis hin zum Begeistern und Hinaufreißen anwende.
Seneca selbst hat sich aber zu Cicero keineswegs in scharfem Gegensatz gesehen, sondern ihm ausdrücklich Wertschätzung bekundet: „Lies den Cicero“, empfahl er Lucilius, „sein Stil ist einheitlich und elegant im Satzrhythmus.“ Inhaltsleere Effekthascherei und Manipulation der Massen lehnte er ab:

„Ein Vortrag, dem es um die Wahrheit geht, muss ungekünstelt und einfach sein; ein Vortrag, der das Volk anspricht, hat mit Wahrheit nichts zu schaffen. Sein Ziel ist es, die Masse zu beeinflussen und ungebildete Hörer im Sturm fortzureißen, er entzieht sich jeder prüfenden Beurteilung, verliert sich in alle Winde.“

An anderer Stelle kritisiert er die überladene Ausdrucksweise derer, die sich modischer Ausschweifung hingeben, und hebt die Notwendigkeit klarer und einfacher Rede als Ausdruck eines einfachen würdevollen Lebens hervor. Er zitiert ein griechisches Sprichwort, wonach des Menschen Redeweise seinem Leben gleicht, und bezieht es auf den sittlichen Verfall des Gemeinwesens:

„Wie aber die Handlungsweise jedes Einzelnen seiner Ausdrucksweise ähnlich ist, so nähert sich das rhetorische Genre den allgemeinen Sitten an, wenn die Moral einer Stadt leidet und der Vergnügungssucht verfällt. Ausschweifende Rhetorik ist dann Ausdruck der allgemeinen Zügellosigkeit.“

Senecas stilbildende Wirkung hielt nicht lange vor, obwohl es zu einer bahnbrechenden Neuerung in der Folge gar nicht mehr kam. Vielmehr setzte in der Generation nach Seneca eine Rückbesinnung auf die Klassik nach dem Vorbild Ciceros ein und weitere Jahrzehnte darauf sogar die Wiederbelebung der Vorklassik zwischen 240 und 80 v. Chr. Aulus Gellius, dessen Auseinandersetzung mit Senecas Stil im 2. Jahrhundert n. Chr. die letzte für die Antike überlieferte darstellt, bezeichnete ihn als „albernen und läppischen Menschen“ (Noctes Atticae 12, 2). „Dies sind die letzten Worte“, so Fuhrmann, „die das alte Rom über einen seiner Größten an die Nachwelt hat gelangen lassen.“

## Rezeption
Im 4. Jahrhundert tauchte ein, wie heute bekannt ist, gefälschter Briefwechsel mit dem Apostel Paulus auf, was Hieronymus dazu brachte, Seneca als einzigen heidnischen Römer in seine Biographiensammlung De viris illustribus aufzunehmen. Auch seine Philosophie wurde in die Nähe des Christentums gerückt, da sie z. B. hinsichtlich Schicksalsgehorsam bzw. Ergebung in den göttlichen Willen als individuelle Prüfung und Bewährung Parallelen aufwies, wie auch bezüglich der Gewissensforschung und der mitmenschlichen Verbundenheit. Nicht erst Hieronymus, sondern bereits die altkirchlichen Schriftsteller Tertullian und Laktanz haben Seneca große Wertschätzung entgegengebracht.

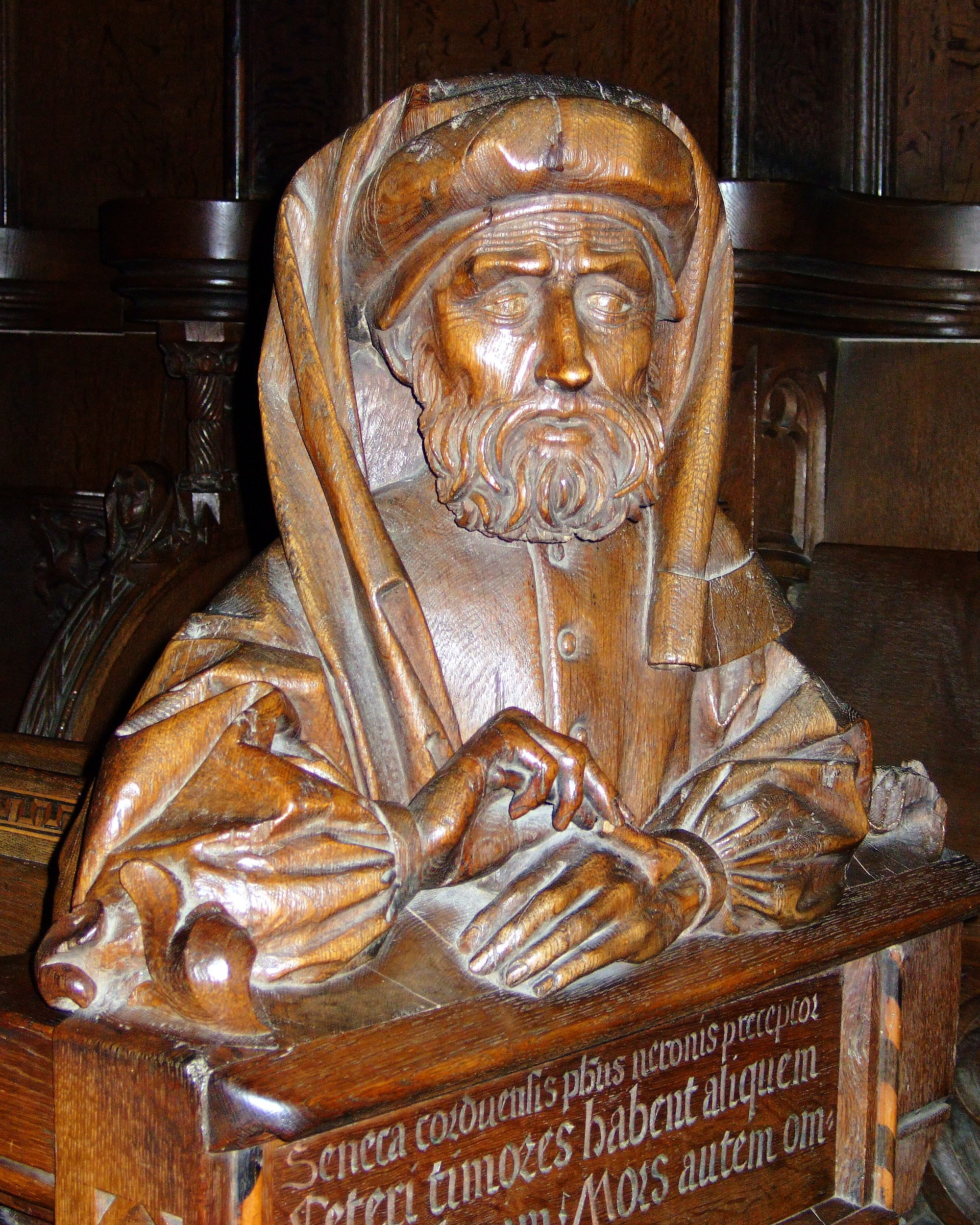
Büste Senecas im Ulmer Münster, um 1470

Zu Senecas Nachwirken seit der Antike gibt es bisher nur auf spezielle Aspekte oder einzelne Epochen gerichtete Untersuchungen, Zusammenstellungen der verstreuten Literatur oder diesbezügliche summarische Betrachtungen. Im Mittelalter kam er wegen seiner Nähe zu manchen christlichen Lehrsätzen als Moralphilosoph zur Geltung. Dante nannte ihn in der Göttlichen Komödie Seneca morale, da im Mittelalter die Werke Senecas zwei Autoren zugeschrieben wurden, dem Moralphilosophen Seneca und einem Tragödiendichter gleichen Namens. Auch seine naturwissenschaftlichen Untersuchungen (Quaestiones naturales) wurden studiert, so etwa von Roger Bacon. Außerdem existiert eine mittelalterliche Büste im Chorgestühl des Ulmer Münsters.

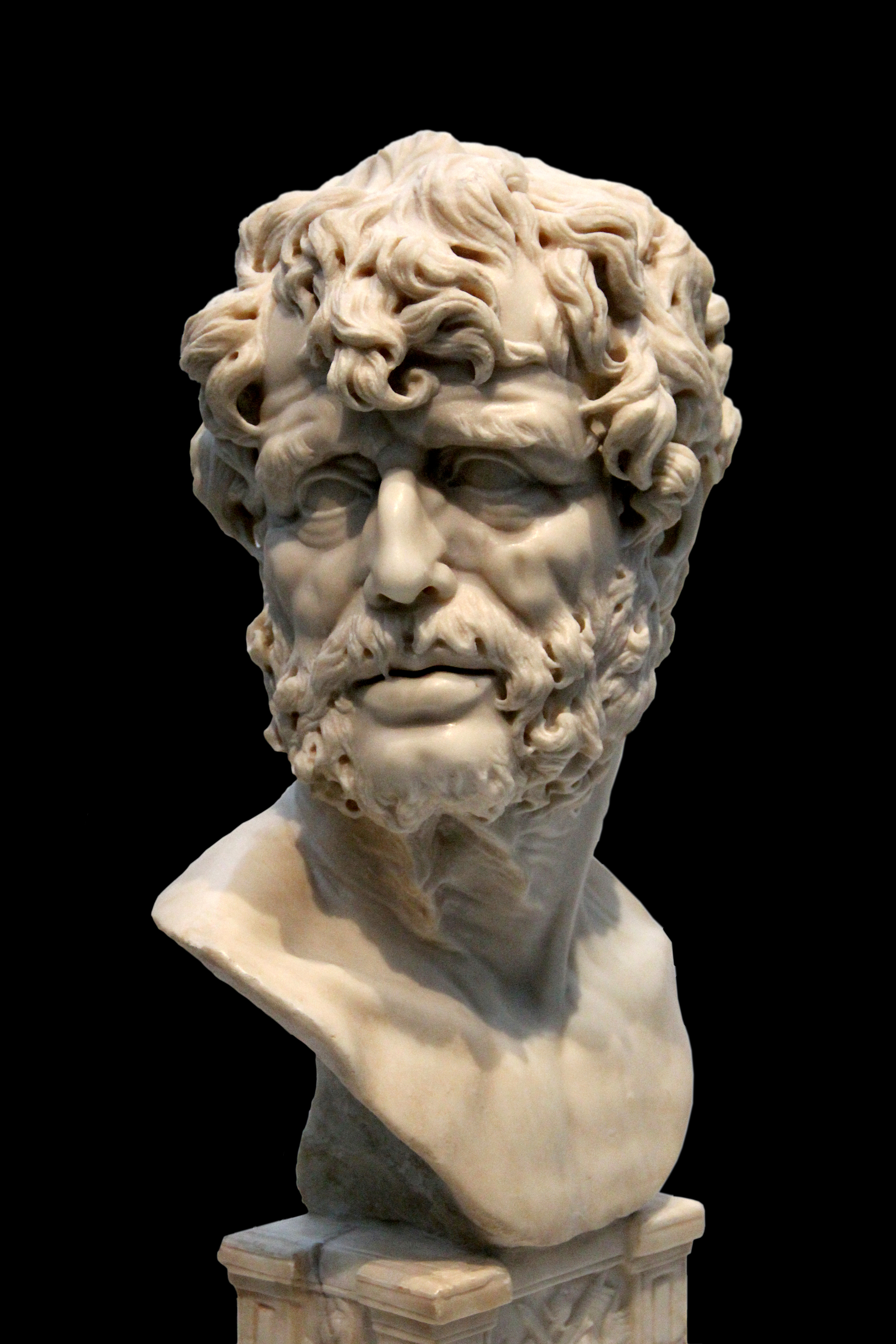
Marmor-Büste Senecas, anonyme Skulptur des 17. Jahrhunderts, Museo del Prado

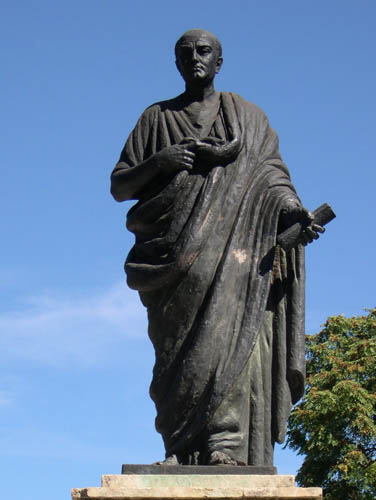
Moderne Statue Senecas in seinem Geburtsort Córdoba

In der Renaissance waren es vor allem niederländische Humanisten, die sich Seneca intensiv zuwendeten. Erasmus von Rotterdam brachte die erste textkritische Ausgabe von Senecas philosophischen Schriften heraus; Justus Lipsius wurde mit der an Seneca ausgerichteten Schrift De constantia zum Mittelpunkt eines Neustoizismus. Sein Freund Peter Paul Rubens würdigte Seneca u. a. mit dem Bild Der sterbende Seneca. Auch den Schweizer Reformatoren Zwingli und Calvin war Seneca eine Autorität. Montaignes Essais sind von Senecas Briefen an Lucilius wesentlich inspiriert. Auch die Begründer des modernen Völker- und Naturrechts, Hugo Grotius und Samuel von Pufendorf, bezogen sich auf Senecas Schriften.
Besondere Wertschätzung wurde Seneca von jeher in Frankreich entgegengebracht. Aus seinen Tragödien übernahm Corneille das rhetorische Gepräge der Sprache und die Dialektik des Dialogs, Racine fügte aus ihnen gar ganze Szenen in einige seiner Stücke ein. Auch Diderot wurde in seinen späten Jahren zum Lobredner Senecas und meinte, dass er sich selbst viel Kummer hätte ersparen können, wenn er Senecas Grundsätze früher angenommen hätte.
Die Vertreter der neuhumanistischen deutschen Klassik mit ihrer Hochschätzung der Griechen auf Kosten der Römer bewerteten zumeist auch Senecas Philosophie als eine bloß abgeleitete. Hegel schließlich fand bei Seneca „mehr Brast und Bombast moralischer Reflexion als wahrhafte Gediegenheit“, während andererseits Schopenhauer Seneca sehr nahestand. Friedrich Nietzsche verachtete Seneca, dem er unterstellte, der philosophische Inhalt sei bei ihm sekundär gegenüber der pointierten Formulierung, weshalb er seine Schriften in der Fröhlichen Wissenschaft als „unausstehlich weises Larifari“ abtat.
Nach seiner kritischen Auseinandersetzung mit der neueren Seneca-Rezeption gelangt Sørensen zu dem Schluss, dass Seneca „sich als einer der ersten zum Fürsprecher eines zweckbestimmten humanen Rechts machte, das nicht nur die Untat, sondern die gesamte Situation betrachtet. Das setzt gerade die Erkenntnis voraus, dass der Mensch nicht von Natur aus verderbt ist, und es setzt ebenfalls voraus, dass man selbst souverän ist: kurz, der Affekt kann die Handlungen anderer entschuldigen, man kann sie jedoch nicht entschuldigen, wenn man sich selbst im Affekt befindet. Man kann die Handlungen anderer nur von deren Voraussetzungen her verstehen, versteht man jedoch seine eigenen Handlungen nur von den Verhältnissen her, dann hat man sich aufgegeben.“
Sørensen verweist auf eine Vielzahl von Aspekten in Senecas philosophischen Schriften, die dem Erfahrungs- und Vorstellungshorizont insbesondere eines Stadtbewohners der westlichen Gegenwartszivilisation nahestehen.

„Rom mit seiner Gigantomanie, seinem Mangel an gemeinsamen geistigen Werten, seinem Reichtum und seiner Armut, seinem Lebensgenuß und seinem Lebensüberdruß, seinem Verlangen nach Unterhaltung und Erlösung, seinem Individualismus und seiner Massenpsychose, dieses Rom ist der Präzedenzfall unserer eigenen Großstadtzivilisation. Deshalb kann man Seneca zwar von unserer eigenen Zeit her verstehen, möglicherweise begreifen wir diese aber besser von der seinen her. Mit den Unterschieden werden auch die Ähnlichkeiten zwischen damals und heute deutlicher.“

Im März 2023 kam der deutsche Spielfilm Seneca – Oder: Über die Geburt von Erdbeben des Regisseurs Robert Schwentke mit John Malkovich in der Titelrolle in die Kinos.

## Schriften (Auswahl)

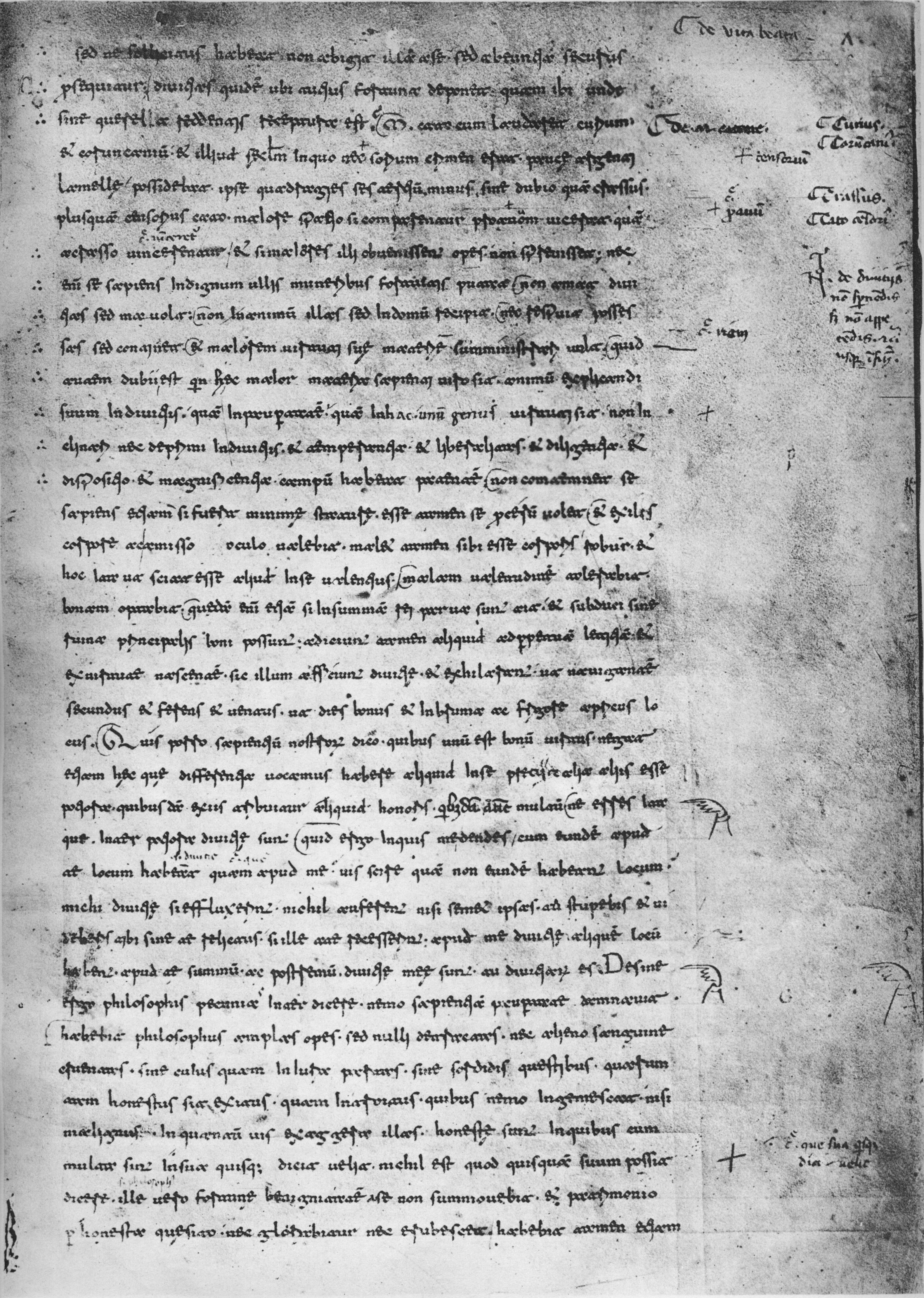
Seneca, Dialoge (7. Buch) in der Handschrift Mailand, Biblioteca Ambrosiana, C 90 inf., fol. 57r (11./12. Jahrhundert)

- Apocolocyntosis (andere Titel: Divi Claudii apotheosis oder Iudus de morte Claudii) – die „Verkürbissung“ (Veräppelung) von Kaiser Claudius, Seneca zugeschrieben
- Naturales quaestiones („Naturwissenschaftliche Untersuchungen“)
- Dialoge (Zählung traditionell nach der Überlieferung im Codex Ambrosianus C 90, nicht chronologisch)
  - 1: De Providentia („Die Vorsehung“)
  - 2: De Constantia Sapientis („Die Unerschütterlichkeit des Weisen“)
  - 3–5: De Ira (drei Bücher) („Der Zorn“)
  - 6: De Consolatione ad Marciam (auch: Ad Marciam de consolatione) („Trostschrift für Marcia“)
  - 7: De Vita Beata („Vom glücklichen Leben“ / „Das glückliche Leben“)
  - 8: De otio („Die Zurückgezogenheit“)
  - 9: De Tranquillitate Animi („Über die Ausgeglichenheit der Seele“ / „Die Ruhe der Seele“)
  - 10: De Brevitate Vitae („Von der Kürze des Lebens“ / „Die Kürze des Lebens“) – Essay, der ausführt, dass man im Heute und nicht im Morgen leben soll, und dass das Ziel des Lebens mehr Muße, nicht mehr Arbeit ist
  - 11: De Consolatione ad Polybium („Trostschrift für Polybius“)
  - 12: De Consolatione ad Helviam matrem („Trostschrift für Mutter Helvia“)
- De clementia („Über die Güte“, an Nero)
- De Beneficiis („Über Wohltaten“)
- Epistulae morales ad Lucilium – Sammlung von 124 Briefen an Lucilius über die (spätstoische) Ethik
- Acht Tragödien
  - Hercules Furens (Der rasende Herkules)
  - Troades (Die Troerinnen)
  - Medea
  - Phoenissae
  - Phaedra
  - Agamemnon
  - Thyestes
  - Oedipus
- Zwei (fälschlich) ihm zugeschriebene Tragödien
  - Hercules Oetaeus (Hercules auf dem Oeta, von der Forschung für unecht gehalten)
  - Octavia (von der Forschung für unecht gehalten)
- (Fälschlich) ihm zugeschriebene Epigramme[183]

## Textausgaben, Kommentare und Übersetzungen

### Kritische Textausgaben

Seneca auf einer Sammelmarke des Langenscheidt-Verlags

- L. Annaei Senecae Philosophi Opera Omnia. Ad optimorum librorum fidem accurate edita. Ed. stereotyp. C. Tauchnitiana. 4 Bände. Lipsiae Holtze 1911.
- L. D. Reynolds (Hg.): Ad Lucilium epistulae morales (= Oxford Classical Texts). 2 Bde., Oxford 1965.
- L. D. Reynolds (Hg.): Dialogorum libri duodecim (= Oxford Classical Texts). Oxford 1977.
- Otto Zwierlein (Hg.):  Tragoediae; incertorum auctorum Hercules [Oetaeus] Octavia (= Oxford Classical Texts). Oxford 1986.
- Harry M. Hine (Hg.): Naturalium quaestionum libri (= Bibliotheca Teubneriana). Stuttgart/Leipzig 1996.
- Robert A. Kaster (Hg.): De beneficiis libri vii; de clementia libri ii; apocolocyntosis (= Oxford Classical Texts). Oxford 2022.

### Kommentare
Diejenigen, die eine Übersetzung enthalten, sind mit (Ü) gekennzeichnet.
- R. J. Tarrant: Seneca: Agamemnon, edited with a commentary (= Cambridge Classical Texts and Commentaries, 18).  Cambridge 1976.
- Rolando Ferri: Octavia: A Play Attributed to Seneca (= Cambridge Classical Texts and Commentaries 41). Cambridge 2004.
- Anthony J. Boyle: Seneca. Oedipus. Oxford 2011. (Ü Englisch)
- Anthony J. Boyle: Seneca. Medea. Oxford 2014. (Ü Englisch)
- Anthony J. Boyle: Octavia: Attributed to Seneca. Oxford 2016. (Ü Englisch)
- Anthony J. Boyle: Seneca. Thyestes. Oxford 2017. (Ü Englisch)
- Anthony J. Boyle: Seneca. Agamemnon. Oxford 2019. (Ü Englisch)
- Anthony J. Boyle: Seneca. Hercules. Oxford 2023. (Ü Englisch)

### Übersetzungen
- Philosophische Schriften. Lateinisch und deutsch. Dialoge I–VI. Lateinischer Text von A. Bourgery und R. Waltz. Hrsg. von Manfred Rosenbach. Erster Band. Sonderausgabe nach der 5. Aufl. von 1995. Wissenschaftliche Buchgesellschaft, Darmstadt 1999, ISBN 3-534-14165-2.
- Philosophische Schriften. Hrsg. von Manfred Rosenbach. Zweiter Band. 4. Aufl. Darmstadt 1993
- Philosophische Schriften. Erster Band. Dialoge. Dialoge I–VI. Übersetzt, mit Einleitungen und Anmerkungen versehen von Otto Apelt. Meiner, Hamburg 1993, ISBN 3-7873-1129-7.
- Philosophische Schriften. Zweiter Band. Dialoge. Dialoge VII–XII. Übersetzt, mit Einleitungen und Anmerkungen versehen von Otto Apelt. Meiner, Hamburg 1993, ISBN 3-7873-1129-7.
- Philosophische Schriften. Dritter Band. Dialoge. Briefe an Lucilius. Erster Teil: Brief 1–81. Übersetzt, mit Einleitungen und Anmerkungen versehen von Otto Apelt. Meiner, Hamburg 1993, ISBN 3-7873-1129-7.
- Seneca-Brevier. Übersetzt und herausgegeben von Ursula Blank-Sangmeister. Reclam, Stuttgart 1996, ISBN 3-15-040032-5.
- Sämtliche Tragödien. Lateinisch und deutsch. Band 1: Hercules furens, Trojanerinnen, Medea, Phaedra, Octavia. Übersetzt und erläutert von Theodor Thomann. Zürich u. a., 1978 (2.A.)
- Sämtliche Tragödien. Lateinisch und deutsch. Band 2: Ödipus, Thyestes, Agamemnon, Herkules auf dem Öta, Phönissen. Übersetzt und erläutert von Theodor Thomann. Zürich u. a., 1969
- Schriften zur Ethik: die kleinen Dialoge; Lateinisch-deutsch. Hrsg. und übers. von Gerhard Fink. Artemis & Winkler, Düsseldorf 2008 (Sammlung Tusculum), ISBN 978-3-538-03509-6.
- Handbuch des glücklichen Lebens. Übers. und hrsg. von Heinz Berthold, Anaconda, Köln 2005, ISBN 3-938484-44-6.
- De vita beata. Vom glücklichen Leben. Lateinisch/Deutsch. Übers. und hrsg. von Fritz-Heiner Mutschler, Reclam, Stuttgart 2005, ISBN 3-15-001849-8.
- De tranquillitate animi. Über die Ausgeglichenheit der Seele. Lateinisch/Deutsch. Übers. und hrsg. von Heinz Gunermann, Reclam, Stuttgart 2002, ISBN 3-15-001846-3.
- Moralische Briefe. Ins Deutsche übersetzt und ausgewählt von Hermann Martin Endres, Goldmann, München 1960 (Goldmanns gelbe Taschenbücher 614).
- Das glückliche Leben – De vita beata, Lateinisch Deutsch, übersetzt und herausgegeben von Gerhard Fink, Albatros Verlagsgruppe Mannheim 2010, ISBN 978-3-538-07606-8.
- Seneca Vom glücklichen Leben. Aus dem Lateinischen von Otto Apelt, Anaconda Verlag GmbH, Köln, 2016, ISBN 978-3-7306-0415-1.
- Seneca, Glück und Schicksal. Hrsg. von Marion Giebel, Reclam, Stuttgart, 2017, ISBN 978-3-15-011105-5. (Jubiläumsausgabe)
- L. Annaeus Seneca: Naturales quaestiones – Naturwissenschaftliche Untersuchungen, Lateinisch / Deutsch, Philipp Reclam jun., Stuttgart 1998, ISBN 3-15-009644-8.
- Giancarlo Giardina: Tragedie di Lucio Anneo Seneca. Turin ²2000 (textkritisch konjekturfreudig).